# ウルトラマンガイアの登場怪獣
- ウルトラマンガイア > ウルトラマンガイアの登場怪獣
- ウルトラ怪獣一覧 > ウルトラマンガイアの登場怪獣

ウルトラマンガイアの登場怪獣（ウルトラマンガイアのとうじょうかいじゅう）は特撮テレビドラマ『ウルトラマンガイア』に登場する架空の怪獣その他の生物、機械兵器などの一覧である。
劇場版『ウルトラマンティガ・ウルトラマンダイナ&ウルトラマンガイア 超時空の大決戦』およびビデオ版『ウルトラマンガイア ガイアよ再び』の登場怪獣についてはそれぞれの項目を参照。

## 特徴
劇中では登場する怪獣・兵器などを一纏めにして根源的破滅招来体と称する場合が多いが、その語の定義はストーリーの進行に伴い劇中で変容していくため、各々が「根源的破滅招来体」であるかそうでないかという線引きは明確ではない。シリーズ構成の小中千昭は敵を1つのイメージに決めないことにこだわっており、根源的破滅招来体の正体を明確にせず、各脚本家ごとの解釈に委ねている。
本作品においては、他のウルトラシリーズに登場する「〜星人」の名を冠する宇宙人が一切登場しない点が特徴的である。小中は、侵略目的を喋るような宇宙人は登場させないよう、ライターチームに要望していた。
本作品では単発の怪獣だけでなく、形態を変化させて複数回登場するものや同種にカテゴライズされるものが多く登場している。企画書では、これらにより設定に深みや幅を持たせるとともに、地球が複数の敵に狙われていることを自然に表現するほか、再登場により詳細な説明を省くことでドラマ部分を濃く描写することなどを意図している。小中によれば、脚本家陣がSF設定に凝ったアイデアを出していってオリジナリティのあるものが続出したが、オーソドックスな怪獣が少なくなったため、2クール目からは怪獣らしい怪獣を出すようにしたという。
根源的破滅招来体由来の怪獣は黒目がなく、赤や青や金などの原色を使用することを共通項としている。一方、地球怪獣は目に黒目を入れている。

## ヴィジョンの龍
第1話「光をつかめ!」に登場。
城南大学で粒子加速実験を行っていた我夢が、粒子加速とシンクロさせた意識の中で地球の意思に触れ、大地の底で視認する邪悪なるものを象徴する龍型の怪獣。手足がない大蛇のような外見をしている。劇中では特殊能力を見せず、鎌首をもたげて敵を威嚇する体勢を取る。ガイアのフォトンエッジを受けて倒される。
- 名前は書籍『テレビマガジン特別編集ウルトラマンガイア』（講談社）より[14]。雑誌『宇宙船 YEAR BOOK 2000』では地底の龍[15]、書籍『空想特撮映像の素晴らしき世界 ウルトラマンティガ/ウルトラマンダイナ/ウルトラマンガイア』（朝日ソノラマ）では地底の龍（ヴィジョンの龍）[10]と表記している。書籍によっては、別名を超空間エネルギー体と表記している[16][13]。
- 造形物は操演用のほかに爆発用人形も用意された[14]。
- 第17話の初期稿では、第1話の描写は予知夢であり、地底に実在していた龍をアグルが呼び覚ますという展開が描かれていた[17][18]。
- デザインには、頭部から背中にかけての黒い部分や色合いなどコッヴの雰囲気も取り入れている[8][9]。

## 宇宙戦闘獣 コッヴ
第1話「光をつかめ！」、第2話「勇者立つ」に登場。
ワームホールから現れた巨大な黒曜石状の多面体内から出現する。根源的破滅招来体が地球に送り込んだ地球外生体兵器第1号で、地球怪獣の活動を活性化させる役割を持つ。コッヴ (C.O.V.) とは地球人側が付けた名称で、「Cosmic Organism Vanguard（前衛宇宙生物）」の略。額からの破壊光弾と両腕の鎌（コッヴシッケル）を武器とする。
出撃した防衛隊の戦闘機群のほか、北田機と大河原機までも撃墜した後、豊島区と千代田区を蹂躙し、現れたガイアを光弾とコッヴシッケルで苦しめるも、最後はガイアのフォトンエッジで倒される。
- スーツアクター：三宅敏夫[出典 3]
- 第1話の怪獣であることから、一角獣のデザインにしている[8]。
- 造形物はスーツのほか、爆発用の頭部が用意された[14]。撮影で使用された着ぐるみの頭部は、円谷ジャングルに展示されていた。
- PS用ゲームソフト『スーパーヒーロー作戦 ダイダルの野望』では、呼称をCOVに変更されて登場している。

### 宇宙戦闘獣 コッヴII
第10話「ロック・ファイト」に登場。
以前に登場したコッヴと同種の怪獣。最初のコッヴと異なり、体色が乳白色で、形状も全体的に丸みを帯びており、鳴き声も異なる。戦力は初代同様鎌状の両腕を使った攻撃と額から放つ破壊光弾だが、威力は完全体にはおよばない。幼獣の方は準完全体のコッヴIIより弱々しい破壊光弾を同様に額から放つが、一斉発射の威力は相当なもの。
惑星破壊機ヴァーサイトにより、地球攻撃用の生体兵器として多数の幼獣が卵から育成され、地球に運ばれたが、XIGの攻撃によってヴァーサイトが撃墜されて幼獣の大半が死滅、生き残った1匹が不完全な状態で巨大化した。背後からガイアを押さえ込み、幼獣の破壊光弾の一斉発射との連携で苦しめるが、全XIGファイターの援護射撃で形勢が逆転、最後は、クァンタムストリームを受けてヴァーサイトごと爆破された。
- スーツアクター：三宅敏夫（成獣）、後藤和雄（幼獣）[出典 3]
- デザイン画では、「ホワイトコッヴ」という名称だった[8][23]。
- 共通のデザインイメージは、カブトムシの幼虫[8][23]。
- 造形物はスーツのほか、20センチメートル大の遠景用人形も用意された[14]。幼獣のスーツは上半身のみ[14]。卵の造形物を小さくするため、幼獣のスーツアクターには子役が起用された[5]。
- 雑誌『宇宙船 YEAR BOOK 2000』では、名称を宇宙戦闘獣 コッヴII（ホワイトヴァージョン）と記載している[15]。

#### 惑星破壊機 ヴァーサイト
第10話「ロック・ファイト」に登場。
ワームホールから出現した惑星破壊を目的としたメカニズム。信号によって動いており、内部では対象惑星の環境に適応する怪獣を生産している。また、地球の音楽に似たパルスを発振しており、電波やレーザー通信、VHFバンドを妨害する。正面や側面下部に開いた穴から火花状の光線を放つ。コッヴIIの幼獣を生み出して地球に飛来するが、多田野の聞いていたロックの音楽を我夢に送り込まれたことで内部の幼獣を死滅させられると同時に落下地点を変えられ、XIGの攻撃によってアラスカに墜落、最後はコッヴIIの成獣と幼獣共々ガイアのクァンタムストリームで大爆発した。
- デザインイメージは、ラッカセイ[8][23]。

### 宇宙戦闘獣 超コッヴ
第44話「宇宙怪獣大進撃」に登場。読みはスーパーコッヴ。
以前出現したコッヴと同種の怪獣が、根源的破滅招来体とG.U.A.R.D.がそれぞれ開いたワームホールが接触した際のエネルギーによって変異し、強大化した姿。以前よりも大ぶりな姿となっている。
戦力は鎌状の両腕（コッヴシッケル）と額から放つ黄色い光弾であり、その威力はこれまで出現した個体よりはるかに高められており、初弾では発射する瞬間に胴体が下から上にスパークする。
本来は地球より44光年離れたM91恒星系に生息し、悪意がなくおとなしい怪獣だったが、根源的破滅招来体によってテリトリー外の地球に送り込まれた結果、突然の環境変化に対する防衛本能によって暴れていたにすぎなかった。超パズズと共にジオベースのワームホール発生装置を破壊し、さらにワームジャンプミサイルまでも破壊しようとするが、最後は超パズズ諸共ダブルストリーム・クラッシャーを受けて倒された。
- スーツアクター：森英二[出典 3]
- オリジナルの角や腕、胸部などを強調しているが、強引に修正しているため、バランスが悪くなっている[8][26]。
- 着ぐるみはコッヴの改造[14]。造形物はスーツのほか、爆発用人形も用意された[14]。
- 額からの光弾は、『大怪獣バトル ULTRA MONSTERS』では「フラッシュコッヴショット」と表記。
- 脚本ではすべての宇宙怪獣が登場する予定であった[出典 9]。

### その他の作品に登場する超コッヴ
- 『ウルトラマンギンガS』では、スパークドールズのみ登場。前半のラストを飾る怪獣『超合体怪獣ファイブキング（SDU）』の下半身を構成している。
- 『ウルトラマンオーブ』のメイン監督を務めた田口清隆とメインライターを務めた中野貴雄による私案「エピソード10構想」では、第5章（エピソード5-1）に登場[29]。ルサールカの上空でウルトラマンオーブに倒されるが、オーブにも大きなダメージを与えた[29]。その後、怪獣カードはジャグラスジャグラーによってマガゼットンの復活に利用された[29]。

#### 『大怪獣バトル ULTRA MONSTERS』に登場する超コッヴ
『大怪獣バトル ULTRA MONSTERS』第3話「ジェロニモンの恐怖」に登場。
ブルトンが異次元から呼び出した怪獣として登場。レイキュバスと共に大阪城に現れ、暴れまわっていたところを駆けつけた主人公のバトルナイザーの怪獣と戦う。レイキュバス共々倒されるが、後から現れたジェロニモンの蘇生能力によって復活し、再び襲いかかるもやはり倒される。
ステータスはアタックとパワーが高めだが、ディフェンスとスピードが低い。必殺技として額からの光弾「頭からの光線」を使用し、この内頭部をスパークさせてから放つものは「フラッシュコッヴショット」と区別される。そのほか、両腕の鎌で敵を切り裂く「切り裂き攻撃」もある。弱点は毒属性攻撃。

## マグマ怪地底獣 ギール
第2話「勇者立つ」に登場。
コッヴの蒸発地点の地下から出現した地球怪獣で、休眠中状態にあったが、コッヴの出現がきっかけで覚醒する。出現時にはテレビカメラにノイズが生じる。噛み砕いたビルのコンクリートを食べ、腹部からマグマ弾を放つ。同時にこの部位が弱点とされる。それ以外にも巨体を生かした突進攻撃も得意としている。背中を覆う皮膚は岩石よりも非常に固くミサイルが通じないが、動きは少し鈍い。最後はガイアのフォトンエッジを受けて倒される。
- スーツアクター：三宅敏夫[出典 3]
- マグマ弾を腹部から放つ都合上、立ち上がる必要があるが、下に首を向けるギミックを入れることはできなかった[9]。
- 造形物はスーツのほか、爆発用人形も用意された[14]。

### マグマ怪地底獣 ギールII
第24話「アグルの決意」に登場。
第2話に登場したギールと同種の怪獣。初代と異なり皮膚が赤い。地球を救うために人類を抹殺しようとしたアグルによって秩父山中から目覚めさせられる。秩父湯ノ沢病院を襲おうとするが、思いとどまり変身したアグルに阻止されフォトンクラッシャーで倒される。
- スーツアクター：三宅敏夫[出典 3]
- 着ぐるみは初代ギールを改修したもの[14]。損傷が激しかったため、表皮が貼り直された[14]。体色を青に塗り分け、地球怪獣の法則であった黒目をオリジナルに入れてなかったため、黒目を塗ることとなった[8][23]。そのほか爆発用人形も用意された[14]。

### マグマ怪地底獣 ギールIII
第50話「地球の叫び」、第51話「地球はウルトラマンの星」に登場。
シベリアの森林地帯に出現したギールと同種の怪獣。ドビシの群れに腹部からのマグマ弾で攻撃する。外見はギールIIと同一。
- スーツアクター：三宅敏夫[出典 3]

## 金属生命体 アパテー
第3話「その名はガイア」に登場。
宇宙より飛来した意志を持つ不定形な金属。体は液体金属のように形状を変化させることができ、宇宙で光の巨人のテレビ電波を受信し、飛行形態で地球に飛来した。大気圏内から発信源である東京に向かって突入するが、中東上空でXIGファイターに撃墜され、ガイアのデータを基に鎧で身をまとった人型に変型する。胸にガイアと同じライフゲージがあり、戦闘中に体の部位を変化させて強化装甲化する能力を持つ。
中東の砂漠でのガイアとの戦闘時にも、両肩と腰回りに新たな装甲を出現させたヴァージョン・アップ形態に強化変型する。右腕を槍に変えたり、体を分裂させて8本の巨大な槍に変型し、その状態で敵の周囲を包囲してフラッシュ光を浴びせる、何もない空間から槍を生成するなど、形状を変化させて多彩な攻撃を行う。ガイアのクァンタムストリームで一度は倒れるも、すぐに復活しエネルギーを消耗したガイアを追い詰めるが、突然繰り出されたアグルのフォトンクラッシャーで粉々に吹き飛んだ。
劇中では名前は第16話で初呼称される。
- スーツアクター：三宅敏夫[出典 3]
- デザインは「他世界でウルトラマンになりえる存在」として描いている[8][9]。

### その他の作品に登場するアパテー
- 『ウルトラマンプレミアステージ2』ではアーマードダークネスを狙う宇宙人軍団の一員として登場。バルタン星人やキリエロイドたちと共に軍団の幹部格で、言葉を話す。同族のアルギュロスとミーモスや、ゴルザなどを率いていた。コスモスに「イカ明太」と呼ばれた際には「私はアパテーだ」と抗議し、「貴様こそ飛んで火に入る名古屋の味噌カツ」などとギャグも飛ばすが、本性は凶悪で好戦的。終盤の決戦では前述の3体を率いてガイアを苦戦させるが、アグルの救援で逆転され、最後は他の幹部宇宙人たちと共に自身を生贄にしてアーマードダークネスを復活させた。
- 『ウルトラマンゼロ＆オールスターウルトラマン超絶!ウルトラリーグ』（『テレビマガジン』2011年6月号掲載分）では、キリエロイドやゼルガノイドと共に怪獣軍団を率いてウルティメイトフォースゼロを襲った。

## 波動生命体
第4話「天空の我夢」、第13話「マリオネットの夜」、第19話「迷宮のリリア」、第37話「悪夢の第四楽章」に登場。
お台場上空に出現した空中を浮遊するクラゲ型の不連続的存在の生命体。肉眼で確認することはできるが、通常の地球上の物質とは存在する空間が異なるため、人間側から干渉することは出来ない。これにより、ファイターSSのミサイル攻撃が通用しない。振動によって物体を分子レベルで崩壊させて砂に変え、人々の頭の中を覗く。また、胴体上部からは時空波を放つ。第13話に登場した個体はファイターEXのエンタシア砲を高速飛行して回避する。
第19話、第37話でも一瞬だけ登場している。
- 書籍によっては、名称を波動生命体 プライマルメザードとしている[16][13]。
- 初稿では、クラゲ型のほかに人型のデザインも描かれた[8]。
- 第4話の脚本を担当した長谷川圭一は、先行する小中千昭の脚本を読んで圧倒され、そのテイストを引き継ぐべく量子物理学を学び、これを怪獣の設定に取り入れた[5]。長谷川は波動生命体を根源的破滅招来体の諜報部門と位置づけており、量子物理学上の存在とすることで身近に存在していながら理解することが出来ない恐怖感を表現している[3][4]。また根源的破滅招来体については、人間を調査することによってもともと人間が内在する暴力性や破壊性を攻撃方法として利用している人間のネガと位置づけている[3][4]。
- 操演では自然な動きが出せないため水中で撮影された[出典 9]。
- 第17話の初期稿では、メザード系怪獣の登場が予定されていた[17][18]。
- 第37話の脚本では、稲森京子が開発したパーセルの基本プログラムには波動生命体の干渉波を応用していることが明かされる展開があった[21][22]。

### 超空間波動怪獣 メザード
第4話「天空の我夢」に登場。
波動生命体がXIGファイターEXのパイロットウェーブとファイターSGのミサイルを浴びて怪獣化した姿。粘液で覆われたクラゲのような身体一つの首と頭部が生えており、胴体上部や口から放つ時空波と触手からの電磁波、中央部の口から発射する破壊光弾と鋭い牙を使った噛み付きで攻撃する。また、人の心を読み取りスパイを働くこともある。お台場臨海副都心でガイアと戦うも、ガイアのフォトンエッジで炎上する。
- スーツアクター：向原順平[出典 3]
- 決定稿となったクラゲ型のほかに人型のものも描かれた[9]。
- 炎上するシーンでは実際にスーツが燃やされた[14]。

### 超空間波動怪獣 サイコメザード
第13話「マリオネットの夜」に登場。
以前現れたメザードと同種の怪獣。人間の意識に興味を持ち、山梨県の城岩温泉郷で電話回線のコール音波を通じて人間を催眠状態にして支配下に置く実験をする。人々を操る際には笑うかのように目を歪める。1か月ほど前にアメリカのリゾート地にも出現し、人々を暴れさせて閉鎖に追いやっている。
初代同様、波動生命体の状態からXIGファイターEXの放つパイロットウェーブとサイドワインダーとエンタシア砲を受けて怪獣化、より怪獣らしい直立歩行形態に変化する。蕾状の腹部から時空波や光弾を撃ち、空中から敵に繰り出す体当たり攻撃を行う。街の人々を人質にとってガイアの動きを封じ、伸縮自在の両腕からのパルス攻撃で苦しめるが、現れたアグルのフォトンクラッシャーを受け爆散する。
- スーツアクター：三宅敏夫[出典 3]
- メザードに手足を付けて立ち上がらせたデザインとなっている[8][23]。
- 造形物はスーツのほか、爆発用人形も用意された[14]。
- 『小説 ティガ・ダイナ&ウルトラマンガイア 超時空のアドベンチャー』では、根源的破滅招来体と呼ばれる存在に狙われている赤と青のウルトラマンが争いあっている世界を訪れたチャリジャが捕獲し『ウルトラマンティガ・ウルトラマンダイナ&ウルトラマンガイア 超時空の大決戦』の舞台となった地球で赤い球を確保するための戦力として使役した。ウルトラマンティガに蹴り落とされ、ダイナが投げ飛ばしたカオスジラークと衝突した瞬間にランバルト光弾とガルネイトボンバーを受け倒された。残存した細胞はチャリジャによりカイザーギラレス13世をデーモンギラレス14世に強化するために利用された。

### 超空間波動怪獣 サイコメザードII
第19話「迷宮のリリア」に登場。
サイコメザードと同種の怪獣。ワームホール内から脳のシナプス神経回路を刺激して幻覚作用を誘発する金色の粒子を放射して電気機器を攪乱させ、人間を夢遊状態にして操る。姿形はほぼ以前のサイコメザードと同じだが、腹部に人面が浮かんでいる。普段はワームホールに身を隠している。夜の遊園地で正体を現し、両手から放射する電撃でガイアと戦うも敦子にかけられていた幻覚誘発粒子で見せられていたリリアの幻覚が彼女の姉・律子の発言によって架空の記憶であることを思い出したために、その影響が解放されたことで戦力が一気に弱体化。最後はクァンタムストリームを受けて炎上、大爆発する。
- スーツアクター：向島順平（向原順平）[出典 3]
- 脚本の長谷川圭一によれば、執筆時点ではメザード種の予定ではなかった[5]。
- 造形物はサイコメザードの色替え・改造で、腹部の顔は敦子が持っていた人形の顔をもとにデザインしている[8][23]。

#### リリア
第19話「迷宮のリリア」に登場。
敦子の前に現れた少女。サイコメザードIIの幻覚誘発粒子によって敦子が見ている幻影であり、彼女が幼少のころになくした人形がモデルになっている。その実態は彼女のその悲しみ、病気などで遠足や運動会などの大きな行事に参加できなかった悔しさが生み出したものである。
- 出演：鴨川寿枝
- ヒロインが怪獣の生み出した幻想世界に閉じこもるという展開は、第19話を執筆した長谷川圭一が『ウルトラマンダイナ』時に執筆した没脚本「ラクシャサの森」を踏襲している[3][4]。またリリアの名前は、元々は長谷川が『ダイナ』時に執筆した没脚本「眠れる森の魔獣」において、その脚本に登場する「洋館の中に飾られた絵に描かれている、既に死んだ少女」の名前であったという[3][4]。

### 超空間波動怪獣 クインメザード
第37話「悪夢の第四楽章」に登場。
過去に登場した波動生命体と同種の怪獣。形態はサイコメザードに酷似しているが、黄色い複眼（サイコメザードの目の色は青）を持つ頭部と鞭状の両手を持ち、腹部だけでなく背後の襟巻きにも人面が浮かんでおり、さらにそこから4本の触手が新たに生えている。時空の歪みに潜み、都内のテレビ局KCBの社屋を占拠し、その設備の電話回線を利用して人々の精神を汚染させる干渉電波を広範囲に拡散し、洗脳した人間同士を争わせようとする。これまでの波動生命体の中で最も高い知性を持ち、駆け付けた藤宮の前に稲森博士に擬態して登場し、人類に殺された動物や怪獣たちの怨嗟を大義名分にして自身の行動の正当性を語る。さらに藤宮を利用して玲子を拳銃で射殺させるように仕向けようとするが、逆に自身が彼の銃弾に貫かれ、直後に擬態を解いて電話回線から超空間内部へ潜り込み、そこで正体を現す。波動で空間に時空の歪みを作ることができ、背中の両脇から伸びた触手から電撃を放つ。劇中ではガイアと戦う際も稲森博士の声を借りて人語を発する。幻影ウルトラマンアグルを作り出して攻撃させガイアを苦しめるが、XIGの特殊弾によって時空の歪みが不安定になり苦しんでいるところをガイアV2のリキデイターを受け、爆発四散する。
- スーツアクター：森英二[出典 3]
- デザイン画では、「クイーンメザード」という名称だった[8]。頭部と身体の周囲を取り囲んでいる白い顔と手を新たにデザインしている[8][26]。
- 脚本の長谷川圭一は、「波動生命体関連の話の完結編」との発注を受けて第37話の展開を考えた事を証言している[5]。長谷川によれば、当初は「世界中に波動生命体が出現して暴動が起きる」というストーリーを考えていたが、撮影が困難になるだろうと考え、舞台をKCBに絞っている[5]。
- 造形物はスーツのほか、爆発用人形も用意された[14]。

#### 幻影ウルトラマンアグル
第37話「悪夢の第四楽章」に登場。
クインメザードが超空間の中で作り出した実体を持つアグルの幻影でクインメザードの手先。幻影とはいえ姿と能力は本物のアグルと同じだが、光線技は使用していない。クインメザードの台詞によると「人間が撃ち込んだ地底貫通弾で滅ぼされた、地球怪獣たちの無念の叫びおよび怨念」であるという。クインメザードの意のままに操ることができる。強烈なキック（幻影アグルキック、幻影バックスピンキック）でガイアを追い詰め、両腕でガイアを締め上げるが、XIGファイターSSの特殊弾によって時空の歪みが不安定になり、ワームホールが消滅したことで消える。
- スーツアクター：清水一彦[出典 3]
- スーツ自体はウルトラマンアグル（V1）と同一。

## 大海魔 ボクラグ
第5話「もう一人の巨人」に登場。
我夢の生まれ故郷である千葉に上陸した怪獣。体組織の成分が塩化カリウムを大量に含む海水とほぼ同じ成分で構成されているため、体温が極端に低く、海中ではレーダーやセンサーやスキャナで感知することができない。その特性から、ミサイル程度の物理的攻撃は無効化され、アグルブレードで体を切断されようが、ガイアスラッシュではさみ状の腕を切断されようが、ガイアのキックで頭を吹き飛ばされても一瞬で海水によって破損部分を復元する再生能力を持つ。体からは常に霧を発生させている。腕のはさみで羽交い絞めにした相手のエネルギーを吸収し、それを利用して大電流を浴びせる。また、腕のはさみはどんな物でも切り裂いてしまうとされる。この能力でガイアとアグルを苦戦させるが、ガイアを羽交い絞めにしているところを、アグルのリキデイターを受け蒸発する。
- スーツアクター：三宅敏夫[出典 3]
- 特技監督の北浦嗣巳は、撮影でプールが使えなかったために、「水の怪獣であること」をどう見せるか苦心したことを語っている[38][39]。
- 着ぐるみの頭部は『ウルトラマンネクサス』のフログロスに改造された[40]。
- 第40話の脚本では、パスギークではなくボクラグIIの登場が予定されていた[21][22]。

## 奇獣 ガンQ
第6話「あざ笑う眼」、第31話「呪いの眼」に登場。
熱反応がなく、生物としての機能を持たない生命体で、我夢の解析をもってしても「不条理の塊」という結果しか得られなかった。その正体は戦国時代の呪術者魔頭鬼十朗が呪力で復活し、変身した姿で、根源的破滅招来体の襲来を500年前に予測し、彼らの力を利用して自らの天下を築こうとした。ガンQという名称は劇中で「中央新聞」という新聞社が付けた名前である。
- 第6話の特技監督と第31話の監督・特技監督を担当した北浦嗣巳によれば、当初は3回の登場が予定されており、2回目の登場として登場したものが第31話の個体であるとしている[38][39]。

### ガンQ［コードNo.00］
第6話「あざ笑う眼」に登場。
演習中の梶尾と米田が矢渡山脈の地表で発見した巨大な目玉。念力を使うことができ、周囲の岩石を飛ばして攻撃、XIGファイターSSの放ったミサイル2発のうち1発を撃ち返して米田機を撃墜し、もう1発を吸収して姿を消した。

### ガンQ［コードNo.01］
第6話「あざ笑う眼」に登場。
コードNo.00が吸収したミサイルの弾薬やロケットモーター推進剤と金属片と花崗岩や石灰岩を含む周囲の岩石によって物理的な体を形成した姿。幕田市に出現して付近のコンビナートを襲い、眼からの破壊光線で攻撃した末、吸収光線でガイアを体内に取り込んで体内の無数の目玉を使っての精神攻撃で苦しめるが、ガイア突撃戦法で内部から粉砕され、爆散した。
我夢の推測によると体を構成している要となる金属片を攻撃すると接合部分が弱まるらしいが、これが真実かは不明。理解できるのが「存在目的｣と「行動目的」というだけの怪獣である。
- スーツアクター：向原順平[出典 24]
- 当初は、開いた口の中に目があるイメージで描いていたが、ギミックを着ぐるみに入れることはできなかったという[48][49]。初稿では、前後逆に人を入れる案もあった[48][49]。
- 第6話の脚本を担当した川上英幸は、天才型の主人公・高山我夢がコンプレックスを乗り越える物語とするため、天才の頭脳を以てしても理解できない存在としてガンQを設定した[50]。目玉というモチーフは、恐怖心をそそる外観と、失敗した者に向けられる視線を重ね合わせている[50]。特技監督の北浦嗣巳は、目に見つめられて人々がおかしくなっていく様子を表現したかったが、描ききることができなかったと述べている[50]。
- 脚本では我夢がガンQについて「そもそも目ではなく、水晶体や角膜もない」「どこから声を出しているのか」と推測する場面や、「物理的な力を取り込まなければならないガンQそのものも結局は弱い個体であった」と我夢が気づく展開が存在した[47][22]。
- 造形物はスーツのほか、爆発用人形も用意された[43]。
- 後のゲーム作品やアトラクションに登場するガンQは、この姿をベースにしたデザインで登場することが多い。

### ガンQ［コードNo.02］
第31話「呪いの眼」に登場。
コードNo.01が魔頭鬼十朗の力で強力になって復活した姿。しかし、当初は前回ガイアに倒された影響から不完全な形でしか復活できず、魔頭の子孫である中学生の沢村修作の力を取り込むことで完全体になる。
形態は前回の個体とは大幅に異なり、不完全体では頭部の目が半分潰れ、紫色の液体が滴って全身がただれたような醜態であるが、完全体では修復されたコードNo.01の体中に血管のような物が浮き出てよりおぞましい姿と化し、鳴き声も低くなっている。前述のとおり呪いの産物であるため、熱反応も生命反応もない。不完全体の時は前回の個体と同様、頭部の目から青い破壊光弾を放つ。
何度ガイアに攻撃され倒れてもすぐ立ち上がり、下半身の眼を３つの小円盤として分離させて飛ばし、それらをガイアにぶつけた後で全方位からの青い怪光線で苦しめるが、激怒した修作が超能力でガイアを援護し小円盤を撃破され不完全体に戻り、弱体化したところをガイアに投げ飛ばされ、フォトンストリームで爆散、同時に修作も超能力を失い、普通の人間に戻った。
- スーツアクター：森英二[出典 26]
- デザインはガンQの改造[48][56]。不完全体は決定稿になったものを、監督の北浦の要望からもっと目をえぐったものが最終決定稿となった[48][56]。
- ガンQの再登場は2クール目で一度検討されるも「世界観にそぐわない」という理由から一度は却下となっていたが、北浦嗣巳の強い希望によって実現に至った[57][58]。脚本を担当した川上英幸は、当初は童話的な内容を考えていたが、北浦に反対されて呪いを題材とした内容となった[57]。また、川上は日本神話の出雲国を舞台とし、イザナギやイザナミもかかわる壮大な内容を構想していた[注釈 13]ものの、それでは規模的に実現が難しいため、少年を中心とした展開となった[59][6]。
- 北浦によれば、不完全体の姿はスタッフから「気持ち悪い」と不評であったという[38][39]。
- 目の部分や体中に血管のような物が浮き出ている完全体の姿について、北浦は「ガンQの怒り」を表現したかったらしく、そして「魔頭が現世に対して抱いている恨み・つらみ」なのだとしている[38][39]。

#### 魔頭鬼十朗
第31話「呪いの眼」に登場。読みはまとうきじゅうろう。
大昔の戦国時代に武将を呪い殺し、呪術が危険とされて敵に追い詰められ、自殺した呪術者。根源的破滅招来体の襲来を500年前に予測しており、彼らの力を利用して自らの天下を築こうと目論む。両手の掌には目玉が1つずつあり、常に空中に浮かんでいる。登場の際には呪文のような声が鳴り響く。超能力を使うことができ、攻撃の際には手から赤色光弾を放つ。子孫である修作の夢の中に現れ、「共に我らの国を作るのだ」と迫って毎晩彼を苦しめ、超能力を授けた。その後はガンQ［コードNo.02］に変貌し、ガイアと対決した。
- 出演：牧野公昭
- 『小説・ウルトラマンティガ 白狐の森』では、魔頭は元々10歳にも満たない少年の呪術者であり、森に住んでいた妖狐を殺害し、その血を浴びて現在の姿になったとされ、掌の目玉もその際に生じたとされる。その後も武家を呪術で暗殺するなど暗躍するが、殺された妖狐の妻だった白狐と出会った錦田小十郎景竜が魔頭の退治に向かったところで、物語は終わる。また、同作における魔頭の本名は魔頭鬼十朗幻州とされている。

## 自然コントロールマシーン テンカイ（天界）
第7話「地球の洗濯」に登場。
房総半島で風速80メートル以上の超大型台風を発生させていた巨大な銅鐸のようなメカニズム。台風によって地上にある建造物を一掃し、同時に大気を浄化している。このテンカイが生み出す台風は気象衛星から見ると悪魔の顔に見える。テンカイという名称は、表面に刻まれている篆書体で書かれた「天界」という文字に似た記号に由来する。梶尾の攻撃を受け台風の雲を吹き飛ばされ逆立ち状態で地上に落下、今度は地上を破壊し始める。クジラの鳴き声のような機械音を発しながらタービンのようなものを回転させ竜巻を発生、その下部から空気を吹き出し家屋を吹き飛ばすほどの暴風を巻き起こす。通過した後の大気から、有害物質を消失させる特性を持つが、地上にある建物は何も残らなくなる。ガイアも苦しめられるが、浮き上がったところをガイア突撃戦法で貫かれ、取り出されたコアを投げつけられ爆発する。
後の第46話において、このテンカイ、エンザン、シンリョクなどの自然コントロールマシーンは未来の人類が自身の存在に絶望して、人類を滅ぼした後に地球の環境をリセットするために作られたものを破滅招来体が呼び寄せたと語られる。ただし、それが事実であるかどうかは不明。
- 初稿に銅鑼の要素を加えたものが決定稿となった[8][23]。本編との繋がりから破片も別に描かれた[23]。
- 竜巻の描写をやりたいという特技監督の佐川和夫の希望を受けて脚本が執筆された[出典 9]。名称は「名前に凝るように」という小中千昭からの要望に基づいたもので、篆書体の表記は「名前が刻印されている」という武上純希の案を取り入れたものである[5]。
- 第7話の脚本を担当した吉田伸によると、当初自然コントロールマシンはかつての古代人が破滅招来体と戦うために作った残存兵器という設定であり、藤宮がコントロール方法を発見し破滅招来体の中ボスと相打ちさせる構想があったという[61][62]。第36話でのガイアとアグルを描いた壁画はその伏線と想定されていた[61][62]。吉田は、自然コントロールマシーンの設定が掘り下げられたのがかなり後半になってからであったことに触れ、第7話という比較的早い段階で登場させたことに多少疑問があったことを明かしている[61][62]。
- 第7話監督の児玉高志は脚本を読んで故宮博物院の青銅器を連想し、デザイナーの丸山浩に博物院の資料を渡している[5]。造型はボンクラフトによる[14]。

## 超空間共生怪獣 アネモス
第8話「46億年の亡霊」に登場。
6億年前のカンブリア紀の中国地層に生息した、現在は絶滅しているイソギンチャクのようなフォルムの生物。残留思念のみが幽霊のような存在として現代でも残っており、アネモスを哀れむアルケミー・スターズの古生物学者・浅野未来の意識の波動に呼応して実体化した。クラブガンとは共生関係にあり、危険を感じるとクラブガンを引き寄せる紫色の警報フェロモンを放出する。
この警報フェロモンは大沼ダム付近の川や街中の河川を紫色に染め、吉井玲子の服にまで付着するが、人間や動植物にとっては無害である。
- スーツアクター：向原順平[出典 3]
- 造型はVi-SHOPによる[14]。場面によりスーツアクターが入っての演技と操演とギミックによる動作を使い分けており、特技監督の佐川和夫は動かすのが難しかった旨を語っている[5]。
- 映画『大怪獣バトル ウルトラ銀河伝説 THE MOVIE』では、百体怪獣ベリュドラの体を構成する怪獣の1体となっている[63]。

### 超空間共生怪獣 クラブガン
第8話「46億年の亡霊」に登場。
アネモス同様、6億年前のカンブリア紀に生息していたザリガニのようなフォルムの生物。人間の天敵として根源的破滅招来体から目覚めさせられたらしい。アネモスとは共生関係にあり、アネモスの放つ紫色の警報フェロモンに呼び寄せられ隅田川を上って大沼ダム付近まで迫る。両腕の先端は鋏状になっているが劇中では接近戦での戦力としては使用しない。また、それ以外の特殊能力として炎を一瞬にして消し止める白色消火ガスを使い、これでチーム・ライトニングの攻撃で炎に包まれるアネモスを助ける。東京湾にも多数の群れが出現するが、最初に現れた個体が倒されると全て消える。
クラブガンの群れが消失したことについて、石室は「我夢たちが言っていた極小の世界へ意識と物質が融合した等しい世界へ帰っていった」と推測する。
- スーツアクター：三宅敏夫[出典 3]
- 造型はVi-SHOPによる[14]。

### 超空間共生怪獣 クラブガン&アネモス
第8話「46億年の亡霊」に登場。
アネモスとクラブガンが一体化して完全生物となった姿。アネモス側の口から放射する黄色い毒性のガスで人間を意識不明の催眠状態にし、クラブガン側の口で捕食する。ガイアとの対決時には上下を逆転させて第1形態から第2形態になり、ハサミや突進で素早い攻撃を仕掛ける。浅野未来をハサミ状の腕で捕らえて捕食しようとするが、ガイアに阻止され、最期はガイアのクァンタムストリームで分離され、フォトンエッジで2体共々消滅させられる。
- スーツアクター：三宅敏夫[出典 3]
- 2体とも、上下逆さになっても怪獣になるようにデザインされた[8]。
- 造型はVi-SHOPによる[14]。スーツはクラブガンのスーツに、別造型のアネモスを取り付けている[14]。

## 光熱魔石 レザイト
第9話「シーガル飛びたつ」に登場。
結晶状の形態で宇宙より飛来し、温度上昇によって体組織の密度を80倍に高密度化させて質量を増加させ、重力場を発生、メルトダウンによって東京のパイプラインを破壊しようとする。しかし、チーム・ライトニングの放った液体窒素弾によって体組織のバランスが崩れて、破裂したような形に変型し、さらに打ち込まれたリパルサーミサイルの副作用により触手が生え、歩き回れるようになる。また、ガイアのジャンプに反応するなど敵の動きへの対応も素早い。触手でガイアを捕らえ、高熱による攻撃を仕掛けるが、最期はガイアに空中に投げ飛ばされ、フォトンエッジを受け四散した。
- スーツアクター：向原順平[出典 3]
- ビームが岩石の内部から飛び出した形で固まっているようにデザインされた[8][23]。
- 脚本を担当した太田愛は、液体化や高熱化する物体と想定していたが、表現が難しくなるとの判断から重力の設定が加えられた[5]。
- 造型はレプリカによる[14]。スーツのほか、爆発用人形も用意された[14]。監督・特技監督の村石宏實は造形物の大きさが限られていたため、沈んでいくシーンをそれらしく見せるのに苦労した旨を語っている[5]。着ぐるみはその後、『ウルトラマンネクサス』のラフレイアに改造された[40]。

## 地帝大怪獣 ミズノエノリュウ（壬龍）
第11話「龍の都」、第45話「命すむ星」、第50話「地球の叫び」、第51話「地球はウルトラマンの星」に登場。
大地の精霊とされる地球の護り神。恵には「地の龍」とも呼ばれている。尾の部分が八つの龍の頭となっており、額には「龍玉」と呼ばれる青い玉がある。工事によって壬の方角から走る東京で一番大きな地脈が断ち切られたため実体化し、東京のライフラインを破壊して地脈を復活させようとする。自然を汚す人間を憎んでいるらしい。普段は東京都丸の内ビルの工事現場の奥にある地底湖に潜んでいる。一度怒ると暗雲を発生させて空を覆い尽くす。戦力は本体の頭部や尻尾の口部から放つ電撃光線（龍の閃光）や青色破壊光弾、GBTスティンガーのグレネードミサイルですら阻む水のシールド、額の龍玉を発光させてガイアをも空中に持ち上げて圧倒する念動力。クァンタムストリームに耐えて戦闘を続行する防御力、打撃力と攻撃速度を兼ね備える上に遠近両方に対応する攻撃力、そしてガイアの必殺技を見切って適切に妨害する知性を兼ね備える強豪であり、ガイアが手も足も出ないほどの戦闘力を見せつけるが、最後は風水師・黒田恵の説得により人類にもう一度チャンスを与えるべく光の玉になって地中に消える。
第45話ではラストシーンで一瞬だけ姿を見せる。
第50・51話では地球を護るために人類・ウルトラマンと共に地球怪獣のリーダー的存在となって根源的破滅招来体に立ち向かい、東京でドビシの群れを攻撃し、その後カイザードビシと戦うが、体力の消耗が原因で苦戦を強いられる。ドビシ殲滅後はゾグ（第2形態）の前に苦戦するガイアとアグルを援護するためにガイアの制止を無視し、ゾグに攻撃を仕掛けて波動弾の直撃を受けてしまうものの、その行為はガイアとアグルを奮起させることになった。ラストでは、我夢の前に幻影のような形で現れ咆哮していた。
- スーツアクター：向原順平（第11話）、三宅敏夫・岡野弘之（第50、51話）[出典 3]
- 第11話の脚本を担当した古怒田健志はイカの怪獣を想定していたが、龍脈を題材としていることから特技監督の満留浩昌の提案により龍の怪獣となった[5][66][67]。満留によれば、ウルトラマンがイカに苦戦するようではダメだという想いと、顔のない怪獣が続いたことによるスタッフ間のフラストレーションなどもあったという[66][67]。
- 第45話の原案では「柊が東京の地下の気を利用したことがきっかけで暴走し、最後はやむなくガイアに倒される」という展開が描かれていた[17][18][注釈 17]。
- 第51話の準備稿では「ゾグの攻撃によって倒され燃え上がる」という展開であった[21][22]。
- デザインは奥山潔が担当した[14]。
- 着ぐるみは『ウルトラマンティガ外伝 古代に蘇る巨人』に登場したクラヤミオロチに改造された[68]。
- 青色破壊光弾は、『大怪獣バトル ULTRA MONSTERS』では「八頭激衝光」と表記されている。

### その他の作品に登場するミズノエリュウ
- 映画『大怪獣バトル ウルトラ銀河伝説 THE MOVIE』では、百体怪獣ベリュドラの体を構成する怪獣の1体となっている[63]。
- 『ウルトラ怪獣擬人化計画』にて擬人化された。

## 獣人 ウルフガス
第12話「野獣包囲網」に登場。
東京南部に落下したカプセルにガス化した状態で格納されていた実験段階の生体兵器。太陽光線を浴びると体がガス化するという性質を身に付けているため、夜間のみ行動する。悪意はなく、気が小さく性格は大人しいが、一度攻撃されると途端に凶暴になる。XIGの麻酔弾によって体質が変化し、天然ガスを吸収して巨大化する。そのためこの怪獣を倒すと巨大な爆発を起こす。非常に身動きが素早く、アグルのアグルスラッシュをことごとく回避する。アグルに怯えたふりをして攻撃するが全く敵わず、とどめを刺されようとしたところをガイアに助けられ、チーム・ライトニングが放った細胞気化弾を受けて再びガス化したところをガスタンクに入れられ、ガスタンクごとそのまま宇宙に帰される。
- スーツアクター：三宅敏夫（巨大）、三村幸司（人間大）[出典 3]
- モチーフは狼男とガス人間[5]。
- 当初はアグルに街ごと吹き飛ばされるという展開であったが、監督の原田昌樹の要望により生存する展開となった[5]。
- 造型はレプリカによる[14]。

### サイボーグ獣人 ウルフファイヤー
第34話「魂の激突!」に登場。
謎の知的生命体の乗る円盤によって操られる怪獣。本編内にてウルフガスとの類似性が指摘される。20代から30代前半の体格の良い男性を襲い、信号を脳に伝播させて攻撃的本能を向上させて最大限に身体能力を発揮させる特殊装置の実験を行う。最初は全9体が人間大で登場し、うち8体がチーム・ライトニングとリザード隊長瀬沼によって倒される。残った1体は円盤からの光を受けて巨大化し、スピード攻撃と口からの高熱火炎でガイアを苦しめるが、吐いた火炎をアグルブレードの高速回転で無効化された後で斬り付けられ、怯んだところをフォトンストリームで倒され、円盤もチーム・ライトニングによって撃墜される。
等身大時では、両腕から繰り出す怪力で人間を軽々と持ち上げて投げ飛ばす。
- スーツアクター：三宅敏夫（巨大）、三村幸司（人間大）[出典 3]
- 炎を吐く設定のため、身体に炎の要素が加えられた[8][26]。
- 着ぐるみはウルフガスの改造[14]。
- 上述の装置の名称は、『大怪獣バトル ULTRA MONSTERS』では「身体能力強化チップ」と表記されている。
- 『ウルトラマンフェスティバル'99』ライブステージ第2部では、ゾグ（第1形態）の配下として、パスギークと共に出現。

## 反物質怪獣 アンチマター
第14話「反宇宙からの挑戦」に登場。
ビッグバンによって誕生したトロヤ小惑星帯付近のワームホールから出現した、人類の住む宇宙（正宇宙）の物質と相反する反物質で構成された生命体。日本の大畑市を球体状のバリヤー（反物質化シールド）で覆って反物質化し、さらにバリヤーを広げて反物質世界を拡大しようとする。飛来当初は二枚貝のように身体を横に二つ折りにしている。藤宮の予測では、地球全土を反物質化した後にバリヤーを解除し、正宇宙と反物質の対消滅による第二のビッグバンを引き起こしその後で宇宙を創り直そうとしたのではないかとされる。体の中央に敵を挟み込むことで電撃を放射することができ、頭頂部から破壊光線を放つ。バリヤーを展開させる際は頭部の先端を内回りに回転させる。
アグルの反物質化光線でバリヤーの中に侵入したガイアと戦うが、クァンタムストリームで体の一部を破壊された上、飛散した肉片をファルコンの対アンチマター変換システムとアグルのアグルスラッシュで消滅させられる。再度二つ折りになったところでそのままワームホールに追放される。
ワームホールの入口はアグルのアグルシールディングで閉ざされ、反物質化したガイアの方もアグルが再度放った反物質化光線により、元の姿に戻る。
- スーツアクター：三宅敏夫、向原順平[出典 3]
- 2枚貝にヒトデの要素を加えたものが決定稿となった[8][23]。
- 着ぐるみはペスターのようにスーツアクターが横に2人で入っている。スーツのほか、爆発用の角と飛行用人形も用意された[14]。

## 奇怪生命 ディーンツ
第15話「雨がやんだら」に登場。
神奈川県速水市に降る緑色の雨に潜む微生物が、不法投棄されたクローン臓器の細胞を宿主として寄生・増殖して誕生した生命体。夜行性で、女性の声で人間をおびき寄せる。触角の間の後頭部から放つ腐蝕性の唾液で人間を溶かし、有機質を摂取して粘着体へと変える。XIGやG.U.A.R.D.隊員のジェクターガンのレーザーで何体か倒される。
- 出演/声：山田恭子、スーツアクター：大谷智子、鈴木裕加[出典 3]
- 造型はレプリカによる[14]。スーツは2体制作された[14]。
- 第15話の監督を務めた北浦嗣巳によれば、イメージは「臓器が自ら行動し人間を破壊していく」としている[5]。

### 奇怪生命 マザーディーンツ
第15話「雨がやんだら」に登場。
ディーンツの本体。口から多数のディーンツを生み出す。人間の有機質を摂取して成長し、さらにディーンツらを吸収して巨大化する。猛突進で敵を跳ね飛ばし、自分の周囲にあった鉄塔を引き抜いて武器にする。両眼から怪光線を放ち、人間を眼球を残して生きた粘着体にするが、循環器系統に染みに変質した人間を復元させる効力がある。ガイアの両足を溶かし苦しめるが、鉄塔の電気エネルギーを利用して復活したガイアのクロスカウンターで倒れ、そのまま宇宙に運ばれて爆破され、染みにされた人間も元に戻る。
- 出演/声：山田恭子
- スーツアクター：向原順平[出典 3]
- 劇中では「ディーンツのマザー」と呼称されている。
- デザインモチーフは内臓やナメクジ[8][23]。
- 着ぐるみは『ウルトラマンネクサス』のクトゥーラに改造された[40]。

## 金属生命体 アルギュロス
第16話「アグル誕生」に登場。
以前出現したアパテーの同族の金属生命体。4本の槍状の姿で中部地方、プロノーン・カラモスの粒子観測施設に向けて飛行していたところをアグルに撃墜され、アグルの姿を模して人型に変形する。胸にアグルと同じダミーのライフゲージがある。両腕（メタモルアーム）はどんな武器にも変形し、戦闘時に左腕を槍、右腕をキャノン砲に変形させる。敵を追い詰めると目を歪めて笑う癖があり、その際に不気味な笑い声を洩らす。以前登場したアパテーとの同様の特殊能力は特に受け継いでいない。槍状に変形させた片腕でアグルを軽々持ち上げるほどの怪力を持つ。初登場時にアグルを苦しめ、チーム・ライトニングの援護攻撃とリキデイターの連射を受けて一度は撤退するものの、アグルに挑戦するかのようにプロノーン・カラモスの前に再出現して、後述のニセウルトラマンアグルの姿に変身する。
- スーツアクター：三宅敏夫[出典 3]
- デザインイメージは、ミラーマンのNG版[8][23]。

### ニセ・ウルトラマンアグル
第16話「アグル誕生」に登場。
アルギュロスがアグルとの戦闘データを基に姿をコピーして変身した偽者。アグルの技を全て使えるが、本物と違って目が少し細く、フォトンクラッシャーの色が紫色、カラーリングが本物よりもやや濃い青、目の色が赤を帯びたピンク、黒の模様がガンメタルになっている。アルギュロスと同様、敵を追い詰めると口元を歪めて笑う癖があり、その際不気味な低い笑い声も漏らす。アグルの誕生の地プロノーン・カラモス近辺で本物のアグルと対決し、ニセ・リキデイター（リキデイター）を放つも通用せず、最後はパワーアップしたアグルとのフォトンクラッシャー同士の激突に押し負けて、そのまま頭部に直撃して爆発四散する。
- スーツアクター：武安剛[出典 3]
- アグルの黒い部分をメタリックグレーにしている[8][23]。現場処理で目をピンクにしている[8][23]。
- スーツはウルトラマンアグル（V1）の別スーツをリペイントして使用している。[要出典]
- 媒体によっては、「ニセウルトラマンアグル」と中黒を付さない表記がなされている[72]。

### 『ウルトラマンボーイのウルころ』に登場するアルギュロス
『ウルトラマンボーイのウルころ』第240話「今度こそ! 待ち伏せ作戦の巻」、第255話「いざゆけ! 誇り高き獅子の巻」に登場。
第240話では、ウルトラマン80に化け、本物と勘違いしたケットル星人と争いになる。
第255話では、サタンビゾーと手を組み、ゾフィーに化けてウルトラマンレオを罠に陥れるが、奮起したレオのキックを受けて倒される。

## 超巨大天体生物 ディグローブ
第17話「天の影 地の光」、第18話「アグル対ガイア」に登場。
木星付近から進行を開始した天体に匹敵する大きさの生物。球体に頭部と尾がついているような姿で、小天体規模の質量を持つ。当初は98時間後に地球の公転軌道を通過するはずだったが、突然進路を変え、徐々に地球に近づいて行き、G.U.A.R.D.の迎撃ミサイルをものともせず72分で東京に直撃する進路をとる。直撃すれば半径100キロメートルに及ぶクレーターを伴う被害に加え、さらには大気圏内で爆発が起きると半径20キロメートルもの地上を燃やし尽くす放射熱を発生が懸念される。最終的にはアグルの解放したゾンネルのエネルギーを浴びて大気圏内で爆破され、放射熱はガイアの張ったバリアにより防がれる。
- 脚本での名称はナイトレイドであった[出典 52]。
- 第45話の原案では「ディグローブの巨大版が登場し、柊が東京の地下の気を利用した兵器を用いて倒そうとする」という展開が描かれていた[17][18]。
- デザインイメージは、ミジンコや微生物がついた惑星[8][23]。本体側部の模様はクレーターをイメージしている[8][23]。

## 甲殻怪地底獣 ゾンネル
第17話「天の影 地の光」、第18話「アグル対ガイア」に登場。
背中の殻の中に小型の太陽のような生体核融合炉を有する怪獣。本来は大人しい性格だが、藤宮がディグローブ迎撃にその膨大な核融合エネルギーを利用するため、アグレイターの光エネルギーで覚醒させられ、さらに機械語デコーダーで操って美宝山から出現させる。戦力は口から吐く光弾と、長い尻尾による攻撃。アグルのウルトラパワーによって強引に甲羅をこじ開けられて膨大なエネルギーを解放され力尽きようとするが、ガイアによって美宝山に戻される。
- スーツアクター：三宅敏夫[出典 3]
- 第17話は初期稿が不採用となったため[注釈 20]、脚本を手掛けた古怒田健志は地球空洞説からゾンネルの設定を発想した[17][18]。古怒田は発想した後で、自身が執筆した『ウルトラマンダイナ』第21話のソドムが原型になっていたと気づいたと述べている[17][18]。
- デザインを担当した丸山は、造形した人物がガメラが好きなため、それに近い雰囲気になったと語っている[8][23]。
- 古怒田は、青竜のミズノエノリュウと白虎のティグリスにかけて、形状からゾンネルを玄武の怪獣と解釈している[66][67]。
- 第45話の脚本では、ゾンネルの戦力について藤宮が「（ゾンネルの戦力は）人間を守るための力ではないが、その力がなければ人間は助からなかった」と語る展開が存在していた[21][22]。
- 映画『大怪獣バトル ウルトラ銀河伝説 THE MOVIE』では、百体怪獣ベリュドラの首を構成する怪獣の1体となっている[63]。

### 甲殻怪地底獣 ゾンネルII
第24話「アグルの決意」、第50話「地球の叫び」、第51話「地球はウルトラマンの星」に登場。
第17話に登場したゾンネルと同種の怪獣。黒かった以前の個体に比べ体色が青くなっている。以前の個体同様、口からの火球を武器にする。ギールII同様アグルがアメリカアリゾナ州スコッツデールのオレゴン山脈地帯から出現させ、そこでG.U.A.R.D.の戦車部隊の90%を破壊させるが、ガイアの放ったガイアヒーリングで闘争本能を鎮められて戦意喪失し、地下の巣へと戻る。
第50、51話では人類やウルトラマンと共に根源的破滅招来体と戦い、自ら背中の甲羅を開いてマグマ光弾を放つ。このとき、カイザードビシに攻撃され追い詰められるも、以前自身が全滅させたG.U.A.R.D.の戦車部隊の援護で救われる。ウルトラマンに力を与えるミッション「ガイア」でも、XIGと連携を見せる。
- スーツアクター：向原順平（第24話）、森英二（第50、51話）[出典 3]
- オリジナルの個体を赤に塗り分けている[8][23]。
- オリジナルビデオ『ウルトラマンガイア ガイアよ再び』にも登場。単にゾンネルと表記される[出典 57]。映像はテレビシリーズの流用[79]。

## 絶対生物 ゲシェンク
第20話「滅亡の化石」に登場。
手取層群から発掘された恐竜の卵の化石に仮死状態で寄生していたゲル状の絶対生物。恐竜など他の生物を絶滅させてきた存在であり、相手を絶滅させるのに最も有効な形態に変化することができる。藤宮の手によって現代に甦り、増えすぎた人類を喰って絶滅させ、数を減らして淘汰するために怪獣型に変身する。角からホーミング機能を持つ光線を撃つ。ガイアのフォトンエッジで全ての細胞を消滅させられる。
名前の由来はドイツ語で「贈り物（geschenk）」の意であり、藤宮が命名する。
- スーツアクター：三宅敏夫[出典 3]
- デザインは丸山浩。デザインは、恐竜よりトカゲに近い感じになったと言い、エリマキトカゲの要素も含まれている[8][23]。デザイン画より頭の造形が大きくなってしまったらしい[80]。
- 第20話の脚本を担当した川上英幸は、「福井県で恐竜の化石が発掘された」という内容の新聞記事を読み、その設定を膨らませる形でゲシェンクの設定を発想した[59][6]。

## 無酸素海獣 カンデア
第21話「妖光の海」に登場。
酸素が存在しなかった太古の地球に生息していた無酸素バクテリアが、海の産業廃棄物の影響で変異して集合体となったもの。両肩の突起から半径1キロメートルの範囲から酸素を破壊する青い球体を打ち上げる。武器は両肩から突き出た砲身のような突起から放つ赤色破壊光弾と、顔面両脇にある突起から放つ毒素。水中戦に慣れないガイアを海底流砂に沈めるが、クァンタムフラッシュの光球で怯んだ隙に砂の中から脱出される。最後はフォトンエッジを受けて爆散、青い光の粒子となって消滅する。
- スーツアクター：向原順平[出典 3]
- 造形物はスーツのほか、爆発用人形も用意された[14]。
- デザイン画では、「クォーサー」という名称だった[8][23]。
- 第21話の脚本を担当した大西信介は、書籍で読んだ無酸素時代のバクテリアの説を拡大してカンデアの設定を発想した[81][82]。大西によれば、当初カンデアは「海ホタルのような存在に進化した一群」と「宇宙に逃亡しコロニーを作り上げた一群」とで分かれているという設定にする予定で、話の展開としては「後者が『地球に舞い戻ってくる』のを、『見て見ぬふりをするアグル』と『地球に舞い戻るのを阻止するために宇宙で戦うガイア』」という設定の内容であったという[81][82]。しかしシリーズ構成の小中千昭に「『ガイア』は地球の話なので、できれば宇宙で戦う展開は避けたい」と苦言を呈されたことをきっかけに、最終的に企画の笈田雅人が現場と話し合ったことが結果となって、海を舞台とした展開となった[81][82]。
- 脚本でのラストシーンは「カンデアを倒した後のガイアをアグルが促し、空から海を見下ろすと、海底の光が消えると同時に都市のネオンが灯る」という展開であった[81][82]。

## 宇宙雷獣 パズズ
第22話「石の翼」に登場。
電波を見出す雷雲を纏った時空の褶曲から出現したコッヴ・タイプの2足歩行型怪獣。M91恒星系から地球に送り込まれた。頭部の巨大な角（雷撃ホーン）から雷撃を放ち、さらに角を変型させて発射方向を自在に変えることができる。また、口から火炎弾を放ったり、特殊電波ブレインと呼ばれる頭脳で電波を放ち電波障害を引き起こし、照準に誤作動を生じさせてミサイルの軌道を着弾寸前のところで曲げることも可能。角からの電撃で一度はガイアを倒すが、近づいたところに起き上がりざまのクァンタムストリームを受けて爆発する。
- スーツアクター：三宅敏夫[出典 3]
- デザインを担当した丸山は、牛の要素が強くなりすぎたと語っている[8][23]。
- 造形物はスーツのほか、爆発用人形も用意された[14]。
- 第22話の特技監督を担当した佐川和夫は、コッヴを根源的破滅招来体の「右腕」と位置づける考えから、パズズを根源的破滅招来体の「左腕」と位置づけている[5]。
- 脚本では「『石の翼』が直接発光してパズズの雷撃を受け止める」という展開があった[21][22]。

### 宇宙雷獣 超パズズ
第44話「宇宙怪獣大進撃」に登場。読みはスーパーパズズ。
以前出現したパズズと同種の怪獣が、超コッヴと共に変異した姿。腹部の模様が変化しており、初代より肥大化し赤みがかった角が特徴。超コッヴ同様地球から44光年離れたM91恒星系に棲む怪獣であり、本来は悪意がない大人しい怪獣なのだが、根源的破滅招来体によって無理矢理送り込まれ、突然環境が変化したため防衛本能によって暴れていたにすぎなかった。戦力は以前の個体からさらに威力を増した電撃と、角を使った突進攻撃。電撃によって電子機器を麻痺させ、超コッヴと共にジオ・ベースにあるワームホール発生装置を破壊し、さらにワームジャンプミサイルまでも破壊しようとするが、ガイアとアグルの連携で、超コッヴ諸共ダブルストリーム・クラッシャーを受けて敗れる。
- スーツアクター：三宅敏夫[出典 3]
- 着ぐるみはパズズの改造[14]。角の色を変え、頭部のデザインも変えている[8][26]。造形物はスーツのほか、爆発用人形も用意された[14]。
- 『新ウルトラマン列伝』第64話において「宇宙霊獣」と誤表記されていた。

## 剛腕怪地底獣 ゴメノス
第23話「我夢追放!」に登場。
秩父山中に生息していた怪獣。XIGによって怪獣の闘争本能を抑制させる実験として怪獣を操作する装置（パーセル）の試作品を打ち込まれる。そしてパーセルを開発した科学者の稲森京子が自ら操ろうとするが装置が不完全であったため暴走し、自らパーセルを外して口からの火球で彼女を殺害する。背中や頭部をはじめとした鎧のような表皮は地球上のどの物体よりも硬く、ダイヤモンドの1000倍の硬さを持ち、あらゆる攻撃を跳ね返す。怪力と体当たり攻撃、さらに高熱化させた両腕で締め上げるなどしてガイアを苦しめる。怒りに燃えるガイアのフォトンエッジで倒される。
- スーツアクター：三宅敏夫[出典 3]
- 初稿は全く異なるデザインであったが、監督の北浦と話してずんぐりむっくりとなったものが決定稿となった[23]。
- 第23話の監督を務めた北浦嗣巳はゴメノスに悪意はなく、怒りを抑えきれず破壊するのだとしており[5]、悪い怪獣ではないゴメノスを殺す展開にはしたくなかったが、前後の回で最後に怪獣を爆発させる回が少なかったことから、派手に爆発せざるを得なかったとしている[38][39]。北浦によれば、ストーリーの展開上とはいえ「ウルトラマンが怒りに任せて怪獣を倒すことは果たして良いのか」という不安もあったという[38][39]。北浦はこの件を受けて、同じく自身が監督を務めた第24話では、脚本を担当した長谷川圭一に「アグルは怪獣を倒すが、ガイアは怪獣を倒さずに生かす展開にしよう」という考えを提案したことを明かしている[38][39]。

### 剛腕怪地底獣 ゴメノスII
第50話「地球の叫び」、第51話「地球はウルトラマンの星」に登場。
シドニー郊外の岩石地帯に出現したゴメノスと同種の怪獣。地球を覆い尽くしたドビシの群れに光弾を吐いて攻撃する。ウルトラマンに力を与えるミッション「ガイア」でも、XIGと連携を見せている。
- スーツアクター：三宅敏夫[出典 3]
- 着ぐるみはゴメノスの改造[14]。首を上に向けられるよう改修された[14]。

## 巨獣 ゾーリム
第26話「決着の日」に登場。
ガイアとアグルの戦いの影響で発生したエネルギーを利用したワームゾーンから出現した巨大な生物。頭部のみ出現し、全体像が把握できないほどの巨体を持つ。登場と同時に光量子コンピュータ・クリシスが暴走しており、そのパルスパターンはゾーリムとシンクロしている。これによってクリシスが出した結論は破滅招来体によって操作されていたということが明らかとなる。
火柱が立つほど強力な巨大火炎を吐く。また外部からの攻撃には非常に強く、XIGファイターのミサイルやガイアV2のクァンタムストリームすら通用しないが、チーム・ライトニング・ファルコン・クロウのワームホールへの一斉攻撃を受けて怯んだところに、口から体内に飛び込んだガイアスプリーム・ヴァージョンのフォトンストリームで爆発する。
- 造形物は全長4メートル程度[14]。メインの造形物のほか、爆発用人形も用意された[14]。監督・特技監督の村石宏實は、全身を作るのは難しいとの判断から首だけとした[5]。
- 準備稿での名称はゾーリックであった[21][22]。
- 顔のみの登場のため、左右に目の光源を動かしたり、触手を口から出したり、ギミック面でこだわるようにしている[8][23]。

## 電子生命体 クリシスゴースト
第27話「新たなる戦い ヴァージョンアップ・ファイト！」に登場。
藤宮を含むアルケミー・スターズのメンバーが作った光量子コンピュータ「クリシス」が、根源的破滅招来体によって操られていたため凍結される寸前にネットワーク上に放った、破滅招来体の意志で、独立したコンピュータウイルスのようなゴースト・プログラム（電子生命体）。エリアル・ベースのコンピュータにハッキングして、メインシステムやサブシステムを徐々に汚染、通常のワクチンプログラムですら寄せ付けないほどの汚染速度で基地を大混乱に陥れるも、敦子がジョジーから手渡されたジョイスティック型デバイスで撃退されたが、本来の目的は活動するための体を得ることであり、ジオ・ベースのF4ラボの保管庫に保管されていた金属生命体の破片サンプルに同化し、それら全てを一つに再結集させてニセ・ウルトラマンガイアの体を構築した。
- 脚本を担当した古怒田健志は新章の開幕に相応しい爽快な話と発注されていたが、前話の展開から根源的破滅招来体は出しづらく、地球怪獣を倒すという展開もやりにくくなったため、前話で残っていたクリシスの顛末を題材とした[5]。

### 金属生命体 ミーモス
第27話「新たなる戦い ヴァージョンアップ・ファイト!」に登場。
クリシスゴーストが、ジオ・ベースに保管してあった過去に登場した金属生命体（アパテーとアルギュロス）の破片サンプルを再構成して実体化した新種の金属生命体。当初はニセウルトラマンガイアの姿で出現するが、本物のガイアと大河原の意地の攻撃により金属部分が少しずつ現れて完全に正体を現す。リキデイターを一発受けても戦闘を続行するほどに頑丈で動きが素早く、両腕と両肩の突起をブーメラン状に変形させて投擲、楔状に変形させた右腕の金属片でガイアを地面に磔にするが、チーム・ライトニングとクロウの猛攻でダメージを受け、磔から脱出したガイアスプリーム・ヴァージョンの一方的な投げ技を何度も食らい、最期はフォトンストリームを受けて消滅した。
- スーツアクター：三宅敏夫[出典 3]
- 初稿の段階では、アパテーをリニューアルしたものを描いたが、金属的な雰囲気を出したものが決定稿となった[8][23]。
- スーツアクターを担当した三宅敏夫はガイアに投げられるシーンで全身打撲という大怪我を負ってしまった。途中、ミーモスが投げられて苦しんでいる場面があったのは本当に痛がっていたためであるが監督[誰?]は演技だと思っていたと言う。[要出典]
- 2002年9月8日放送『決定! これが日本のベスト100』（テレビ朝日系列）の「あなたが選んだヒーローベスト100」でガイアがランクインされた際、スタジオにミーモスが乱入し暴れるが駆け付けたガイアのフォトンエッジ[注釈 23]で倒された。[要出典]

### ニセウルトラマンガイア
第27話「新たなる戦い ヴァージョンアップ・ファイト!」に登場。
クリシスゴーストが研究用に残されていた金属生命体の破片と同化した際に、ジオ・ベースにあるウルトラマンガイアの膨大なデータを取り込んで完全にコピーしたガイアの偽者。外見はヴァージョンアップ前のガイアと同様のものとなっている。当初はジオ・ベースにガイアがいち早く出現したものと誤解されたが、我夢の助言ですぐに偽物と判明した。さらにファイターチームの攻撃を受けても本物のガイアが現れるまで反撃せず、その姿から攻撃命令を受けた大河原を躊躇わせてしまう。大河原を捕えるが、現れた本物のガイアのガイアスラッシュを受けて逃がし、フォトンエッジを放つもV2になった本物のガイアのフォトンクラッシャーに押し戻され頭部に直撃し、醜い素顔をさらけ出した。さらにライトニングとクロウの総攻撃でダメージを受け、ミーモスとしての正体を現した。
- スーツアクター：清水一彦[出典 3]
- スーツ自体はウルトラマンガイアの流用で、新登場したスプリーム・ヴァージョンとの対比が意図されている[5]。
- DVD第7巻ジャケットではニセウルトラマンガイアと記載しているが、媒体によっては、ニセ・ウルトラマンガイアと中黒が付いている場合がある[出典 73]。

## 自然コントロールマシーン エンザン（炎山）
第28話「熱波襲来」に登場。
我夢の実家の近く、千葉県の油田山の中から現れた怪獣。背部にエネルギーゲージが備わっており、それ自体が頂点に達したことで石像状態からクワガタムシのようなバトルモードに変型する。強力な熱波を放ち、周囲に猛暑をもたらす。氷河期を防ぐために地球の気温を上昇させることが目的とされている。武器は胸部から放射する爆発性のある高熱火炎弾と、大顎から放つ赤い電撃。ガイアとの戦いでは、ガイアSVに恫喝されて退却すると見せ掛け、攻撃を仕掛ける狡猾さも垣間見せる。最後はフォトンストリームに火炎を押し戻され、ガイア突撃戦法で体内のコアを取り出されて爆散する。
胸に篆書体で書かれた「炎山」という文字に似た赤い模様が描かれていることから、テンカイとの関連性が指摘されている。また、表面は絶縁素材でコーティングされており、レーダーに感知されないという特性を持つ。また、発する熱波は携帯電話を使用不能にさせる。
- スーツアクター：向原順平[出典 3]
- 準備稿での名称は業火であった[21][6]。第28話で脚本を担当した川上英幸によると、同話で監督を担当した児玉高志からは「『業火』ではキリスト用語を連想させてしまうからダメだ」という理由で却下されたのち、最終的に完成作品での名前になったという[6]。また川上によれば、当時MBSプロデューサーであった丸谷嘉彦からは「篆書体にした時に一目では読みにくいような名前を」という理由から豪炎という名前を提案されていたとのこと[6]。
- 当初は、クワガタの要素を入れる予定だったが、決定稿では角だけが残った[8][23]。

## 守護獣 ルクー（ルクーリオン）
第29話「遠い町・ウクバール」に登場。
突然町に現れた、正体不明の怪獣。頭部には顔のかわりに回転する部位があり、シンバルのような歩行音を立てる。凄まじいパワーを持ち、ガイアV2の制止をものともしない。自身を、空中に浮かぶ遠い世界の街ウクバールからやってきたと称する、永田という男の生家に飾ってあったカレンダーのイラストに描かれてある怪獣と同じ容姿をしている。永田は、ウクバールから自身を迎えに来たというが、真相は不明である。悪意などはないため、破壊活動は行わず、最後はクァンタムストリームを受ける直前にウクバールのサイレンが鳴り響いたため、「サイレンが鳴るとみんな家路につく」という永田の言葉通り、ルクー自ら姿を消す。そしてルクーの退散と共に、永田も姿を消す。
- スーツアクター：向原順平[14][21][22]
- 脚本の太田愛はロボットのような怪獣を想定していたが、監督の原田昌樹の尻尾のあるものにしたいという意見により完成作品での姿となった[5]。
- ウクバールの名は、ホルヘ・ルイス・ボルヘスの小説『トレーン、ウクバール、オルビス・テルティウス』に登場する架空の地名ウクバールに由来する[86][87]。
- 原田監督からの要望で風車を付け、後頭部に扉、階段のようなしっぽなど遊びを入れている[8][23]。

## 宇宙怪獣 ゴキグモン
第30話「悪魔のマユ」に登場。
宇宙より月の裏側から繁殖のために飛来した、地球の節足動物に似た昆虫型怪獣。頭部の中央に中枢神経がある。名前は劇中にて千葉参謀の「ゴキブリと毒蜘蛛が合わさったような」というコメントを元に我夢が命名する。接近戦では両腕の鋭い爪を使った攻撃を行い、口から可燃性の高い糸を吐いて相手を繭に閉じ込める。
迎撃に向かったチーム・ファルコンのXIGファイターを高速飛行時のソニック・ウェーブで返り討ちにした後、東京湾岸公園付近のビル街に降り立り、偶然その場に居合わせた敦子の姉・律子と少女ユキに可燃性の高い糸を吐きかけてビルの中に閉じ込め、ビルを繭で包みこんで巣を作った後、頭部の中央の中枢神経内部に麻酔弾を撃ち込まれ、その間にシーガルによってビルの内部にいる人間を救出されるもユキの救出直後に再び目覚め、シーガルが離脱した後、100個以上の卵体をビル内部に産みつけ、律子を孵化間近の幼虫の餌にしようとした。登場したガイアを一時繭の中に閉じ込めるが、スプリーム・ヴァージョンとなって脱出され、最期はフォトンストリームで爆散、ビルに産み付けられた卵も、梶尾によって律子が救出された後、北田と大河原のファイターSGが放ったファイヤーボム（焼夷弾）でビルごと焼却された。
- スーツアクター：三宅敏夫[出典 3]
- 造形物はスーツのほか、飛行用人形と爆発用人形も用意された[14]。
- 初稿の段階では、ゴキノザウルスの要素が強かったが、決定稿ではクモ要素を強くしたため、ゴキブリの要素は背中だけとなった[8][23]。その後、トゲを追加したものが最終決定稿となった[8][23]。

## 時空怪獣 エアロヴァイパー
第32話「いつか見た未来」に登場。
積乱雲状のエネルギー帯に潜み、時間軸を歪曲させることが出来るチーム・ファルコンの宿敵とも言える怪獣。エネルギー体の内部では時間が独自の進み方をしており、頭部の触角を発光させることによって発動する時間移動能力により、過去と未来を行き来している。かつてチーム・ファルコンと遭遇しており、エネルギー帯内部に存在する未来の世界ではエリアル・ベースを破壊してファルコンと相打ちになっている。チーム・ファルコンに倒される未来を変えて生き延びるために、未来に迷い込んだ我夢とチーム・ファルコンに襲い掛かる。
ガイアとの戦いでは、口からの火球と頭部の触角を発光させることによって発動する時間移動能力を用いてガイアV2の攻撃を回避し善戦するが、ファルコンに触角を破壊され、ガイアSVのシャイニングブレードで撃破される。本体の死後、再び出現したが、本体の倒された時間になると同時に消滅する。
- スーツアクター：三宅敏夫[出典 3]
- 造形物はスーツのほか、飛行用人形も用意された[14]。飛行シーンでは両者を使い分けている[14]。
- 脚本では『本体の死後に再び出現し、本体の倒された時間が来ると同時に消滅する』という件はなかった[21][22]。

## 伝説魔獣 シャザック
第33話「伝説との闘い」、第50話「地球の叫び」、第51話「地球はウルトラマンの星」に登場。
カナダのアルバータ州の森林地帯に親子で棲む怪獣。ネイティブアメリカンの伝説では人間を喰らう魔物として伝承されているが、実際は悪意はなく、子供や森を守るためにしか戦わない。自然循環補助システムエントの起動妨害を行うが、実はそのシステムのプログラムに森を殺しかねない欠陥があり（後に判明）、これは理にかなった行動であった。普段は不可視の電磁ベクトル領域にいて姿は見えないが、感情が高ぶると実体化する。また体表は強固で、崖から転落しても、キャサリンが仕掛けた大量の爆薬の炸裂にもダメージを受けていない。体をボール状にしてガイアを襲うが、スプリーム・ヴァージョンの圧倒的なパワーで怯み、フォトンストリームを受けそうになるが、子供シャザックが現れたことにより発射を躊躇わせる。その後、子供と共にガイアと闘おうとするが、キャサリンに制止され戦いは中断。親子揃って森の奥に帰ってゆく。
初登場時では口から突風を放射しており、最終話では親子共々口からマグマ光弾を吐く姿を見せる。
第33話で1体登場した子供は第50話、第51話では4体に増えており、親子共々人類やウルトラマンと共に根源的破滅招来体と戦う。ウルトラマンに力を与えるミッション「ガイア」でも、XIGと連携を見せる。
- スーツアクター：森英二（親）、後藤和雄（子）[出典 3]
- 準備稿での名称はウインデゴであった[21][22]。
- 親の着ぐるみはコッヴIIを、子の着ぐるみはコッヴIIの幼獣をそれぞれ改造したもの[出典 84]。元の雰囲気を消すため、ハリネズミ系にしている[8][26]。造形物はスーツのほか、崖から落ちるシーンでの90センチメートル大の人形と丸まった形態の造形物も用意された[14]。第50話・第51話の再登場時には、首が上を向けられるよう改修された[14]。子のスーツは1体のみで、第50話・第51話では合成で複数いるように見せている[89][90]。
- 当初、初登場の回は登場する国の設定がなく、脚本を担当した長谷川圭一が、第33話を担当する村石宏實監督が、外国風のロケ撮影が上手いことを小中千昭から聞いたことで外国に設定され、下述の降雪ハプニングもあって、カナダを舞台にすることになった[91]。
- この回の戦闘シーンは本当に雪が降っている。ロケの最中に雪が降り出したことで演出を変更したためで、これによりこの親子怪獣の情愛表現にも一役買うこととなった[92]。
- 脚本家の古怒田健志は、青竜のミズノエノリュウと白虎のティグリスにかけて、名前からシャザックを朱雀の怪獣と解釈している[66][67]。また古怒田は、シャザックの設定に関して「季節によっては体に羽が生えているのではないか」と推測している[66][67]。

## 古代怪獣 アルゴナ
第35話「怪獣の身代金」に登場。
南極で卵が発見された、古代の爬虫類と両生類の中間生物（ミッシングリング）。卵の表面を覆っているものは殻ではなく、むしろ保護膜に近いもので、卵ごと大きくなって成長し、孵化の際は成体のままで現れる。卵からは特殊な高周波を放ち、卵内部の音は耳を塞ぎたくなるほどの音である。当初は「ダチョウの卵」と藪野医師に呼ばれる。卵は南極からG.U.A.R.D.が輸送していたが、卵の表面から出てきた溶解性のあるゲル状の液体が格納庫に大穴を空けたために東京上空で落下し、古田鉄工所に墜落する。鉄工所の人々は「フルータ星人」を名乗り、この卵を人質にG.U.A.R.D.に身代金を要求しようとするが、その住所は誰も知らないためにKCBに脅迫状を送ることに変更。その途中で孵化する。かなり卑しい性格で口からは太い黄色破壊光線（火炎）を放ち、常に涎を垂らしている。また肉食性で人間をも餌とし、劇中ではXIGファイターSSに搭乗する梶尾を捕食しようとする。ガイアV2はクァンタムストリームでとどめをさそうとするが、前述の理由から生物学において貴重な存在なので保護してほしいという京極博士の願いを聞き入れる。最後はガイアスプリーム・ヴァージョンの連続回し蹴りによってぐるぐると回転させられて反撃不能になり、ガイアブリザードで氷漬けにされて再び南極に帰される。
- スーツアクター：三宅敏夫[出典 3]
- 着ぐるみはゲシェンクの改造[14]。

## 宇宙忍獣 Xサバーガ
第36話「再会の空」に登場。読みはクロスサバーガ。
藤宮が根源的破滅招来体を攻撃するために開いたワームホールから出現した怪獣。設定ではワームホールの番兵とされる。左腕はドリル状の武器になっており、右手を巨大化させて小型の怪獣・小Xサバーガを放つ。さらにエネルギー爆弾で負傷した右腕を一瞬で修復する再生能力、岩盤の畳返しでガイアスラッシュを防ぐ、土中からの奇襲攻撃（土遁の術）、3体の分身を作り出す分身能力、飛行しての体当たり攻撃など、「宇宙忍獣」の名にふさわしい多彩な能力とトリッキーな戦法を持つ。これらの能力でガイアを苦戦させるが、分身が水面に映っていないことを藤宮に見破られ、彼の投じた爆弾によりダメージを負って分身が消失。激昂したガイアSVに圧倒され、最期はスプリームキックで粉砕される。
- スーツアクター：森英二、三宅敏夫（格闘シーン）[出典 3]
- 飛行シーンはスーツを用いて撮影された[14]。
- 準備稿での名称はブラキオンであった[22]。
- 名前からの印象から奇抜な怪獣にしている[8][26]。
- 『ウルトラマンフェスティバル'99』ライブステージ第1部に登場。ウルトラマンタロウ、ウルトラウーマンベス、ユリアンと戦う。

### 生体兵器 小Xサバーガ
第36話「再会の空」に登場。
Xサバーガの右手から放たれる小型の怪獣。ガイアV2に取り付いてエネルギーを吸収し自爆する。
- 別名は書籍『ファンタスティックコレクション 空想特撮映像の素晴らしき世界 ウルトラマンティガ/ウルトラマンダイナ/ウルトラマンガイア』（朝日ソノラマ）より[10]。
- 媒体によってはミニ・サバーガと表記している[14][15]。

## 地殻怪地底獣 ティグリス（アルブームティグリス）
第38話「大地裂く牙」に登場。
津村湖の地下1,500メートルに棲息していた怪獣。膨大な大地のエネルギーで守られていたが、地球怪獣をも危険視するG.U.A.R.D.の柊准将の手によって地底貫通弾を打ち込まれ右半身に瀕死の重傷を負い、怒り狂って津村湖近くの地底貫通弾発射基地付近に出現する。暴れる意思や悪意はない。戦力として長い尻尾を使った攻撃と前足を使った攻撃を行う。黄色い血を流しながら地底貫通弾の発射設備などを破壊しつつ、柊のいる基地管制室に迫るが、基地防衛用に配備されていた自走砲台ガン・メンからの攻撃により絶命。その悲劇的な最期は多くの人物の心に残ることとなる。最後はガイアV2の手によってガイアV2リフティングで運ばれ、地底に戻される。
- スーツアクター：三宅敏夫[出典 3]
- 第38話の原型となったプロット「白い闇の中で」[注釈 25]では地底貫通弾の影響でガスを噴出しながら都市に侵攻する瀕死のカメの怪獣という設定であった[17][18]。

### 地殻怪地底獣 ティグリスII
第45話「命すむ星」に登場。
以前出現したティグリスの別個体。初代に比べて牙が短い。ジオ・サテライトNo.3に出現して地球を守るためにブリッツブロッツと戦う。ブリッツブロッツに対し手に噛み付いたり、片方の角をへし折られて一時ダウンするも苦戦するガイアを援護するため体当たり攻撃で弾き飛ばしたりと奮戦するが、怒ったブリッツブロッツの手刀による攻撃を急所の首に受け重傷を負う。最期はブリッツブロッツがガイアによって倒されるのを見届けると息を引き取った。その後武蔵坊弁慶のように立ったままの死体に対し、柊准将の「勇敢なる戦友に敬礼」という言葉でその場にいた面々の敬礼を受ける。
- スーツアクター：三宅敏夫[出典 3]
- 書籍『円谷プロ全怪獣図鑑』では名称をアルブームティグリスIIと表記しており[16]、書籍によっても併記している[10][13]。

### 地殻怪地底獣 ティグリスIII
第50話「地球の叫び」、第51話「地球はウルトラマンの星」に登場。
山梨県の山中に出現した別個体。全身を赤熱化させての突進と噛みつき攻撃でカイザードビシと戦う。姿形はティグリスIIと同一。
- スーツアクター：三宅敏夫[出典 3]
- 書籍『円谷プロ全怪獣図鑑』では、名称をアルブームティグリスIIIと表記しており[16]、書籍によっても併記している[13]。

## 泥怪人 ツチケラ
第39話「悲しみの沼」に登場。
太平洋戦争中に日本軍の人工細菌の実験台にされた研究員・近藤が変異した姿。主な戦力は頭突きや突進攻撃。両手の指が伸縮する触手となっている。研究員の中で一人だけ人工細菌の使用に異を唱えていたため軍人によって人工細菌を撃ち込まれ怪獣化する。怪獣化した後、研究所にいた平野を除く研究員と軍人を殺害して研究施設を破壊し、土沼に逃げ込む。平野老人の話に寄れば怪獣化してしまった近藤はどんな方法を用いても死ぬことが出来なかったという。平野老人の持つ近藤の娘・智恵の遺品のオルゴールの音色で怒りが鎮まる。名連村の土沼に潜んでいたが、第38話でティグリスに使用された地底貫通弾の有害物質を吸収して狂暴化し、最終的に巨大化する。
平野老人の呼びかけとオルゴールの音色で一時は我を取り戻すが、地底貫通弾の影響で再び頭から黄色い血を噴出して苦しみだし暴走。
ガイアにも、近藤を人間に戻す手立てはなく、ましてや人間に戻せたところで、根本的には何の解決にもならないため、最後はガイアヒーリングで浄化され、ガイアと平野老人に感謝の礼を述べてから光の粒子になって昇天。
ガイアが最後に手を下したことで、少なくとも悲しさや苦しさだけを積み重ねてきた近藤たちの時間は終わりを告げた。
- スーツアクター：森英二（巨大）、岡野弘之（人間大）[出典 3]
- 北浦が助監督として担当していた『餓鬼魂』の要素を取り入れている[8][26]。
- 着ぐるみは人間大の登場シーンを全て撮影後、それをパーツを付け替えて巨大時のものに改造して撮影している[出典 95]。
- 人間時の名前は準備稿の段階では「土屋」で[21][22]、その後の脚本では「佐藤」であった。しかし「佐藤」ではセミレギュラーのサトウと名前が重複するということで変更された[出典 9]。
- 準備稿における回想シーンは空襲と人工細菌の開発の順序が逆であり、「空襲で娘を失い、そのことへの復讐のために自ら人工細菌を撃ち込む」という展開であった[21][22]。
- 第39話の監督を務めた北浦嗣巳はツチケラを生かすことも検討したが、「全てを奪われた状態で沼に帰すのは希望がない」と思い、また「沼の中の友人と寄り添うことを罪滅ぼしとしている平野老人の救済には、ツチケラと離すことが必要である」と考え、「死ねない身体であったツチケラが浄化される」という宗教的な結末とした[38][39]。しかし北浦はこの件を通し、「死」で終わる展開は難しいといった考えを述べている[38][39][注釈 27]。
- 第38話で登場した地底貫通弾の設定を本話でも使用した理由について、脚本を担当した川上英幸は、自身がそもそも「地底貫通弾の設定」や「それによって怪獣が倒されていく」という展開に納得しておらず、自分の中で区切りをつけたいという思いがあったことを明かしている[6]。
- 初期プロットでは「とある研究所で盗みを働いた犯人が、ふとしたことで怪物へと変貌していく」という展開であった[6]。

## 大宙魔 パスギーク
第40話「ガイアに会いたい!」に登場。
空間を軌道エレベーター状に変化させた空間変異性チューブから出現し、ジオ・ベースを襲撃した地球攻撃用生体兵器と思われる宇宙怪獣。頭部の青い結晶体を、下から上に向かってリレー式に点滅させて空間変異性チューブを操作する。鋭く尖った頭部で敵の体を貫く戦法をもち、腹部の巨大な口から放つ炎を帯びた波動球を武器とする。また、XIGファイターの放つミサイルを飲み込み、波動で強化させて撃ち返すことも可能。巨大鋏の付いた両腕・シザーアームでガイア・スプリーム・ヴァージョンに迫るが敵わず、再び空間変異性チューブで逃走を図るも、シャイニングブレードを受けチューブごと粉砕される。
- スーツアクター：三宅敏夫[出典 3]
- 「ギミックが欲しい」という北浦の要望から腹部が開いて口になるというものが採用された[8][26]。

- 『ウルトラマンフェスティバル'99』ライブステージ第2部では、ゾグ（第1形態）の配下として、ウルフファイヤーと共に出現。

## 宇宙捕獲メカ獣 Σズイグル
第41話「アグル復活」に登場。
ワームホールから出現した、対ガイア捕獲用に作られた怪獣。我夢は「マシンなのか」とコメントする。ワームホールから金属粉の状態で降り注ぎ、次第に足先から頭頂部にかけて形成されていくという登場をする。初戦では、ガイアスラッシュを受けて撤退するが、この時胸部からの捕獲光弾で我夢の手の甲に金属片を仕掛けて変身能力を封じ、2度目の出現時には我夢を十字架状の檻クロスキャッチャーに捕らえてボディーに収納して連れ去ろうとする。しかし復活したアグルV2により妨害され、アグルセイバーで捕らえた我夢を救出される。指先と肩からの黄色破壊光弾で応戦するも、最後はフォトンスクリューの一撃で体を貫かれ大破する。
戦力は、指先と肩から放つ黄色光弾（ミサイル）と、目標に命中するまで追尾する破壊光弾。飛行の際は両腕をボディーの中に収納し、両肩の半円状の装甲板（重力コントロール装置）を垂直になるよう倒して十字架型に変形する。
- スーツアクター：森英二[出典 3]
- 当初は、我夢の捕獲器は十字架のイメージで描いていたが、固定していた肩のパーツが可動して十字架になるものに変更された[8][26]。
- 着ぐるみはルクーの改造で、円谷プロ造型部による[14]。スーツのほか、飛行用人形も用意された[14]。
- 準備稿での名称はΥ（）ズイグルであった[21][22]。

## 巨大異形獣 サタンビゾー
第42話「我夢VS我夢」、および劇場版『ウルトラマンティガ・ウルトラマンダイナ&ウルトラマンガイア 超時空の大決戦』に登場。
我夢を襲った黒い我夢が変身した姿。本人は「僕（我夢）の心の姿」と名乗る。戦力として頭部中央からの破壊光線・ビズビームと両腕から放つ破壊光弾、接近戦では左手の甲に付いた伸縮自在の鋭い爪を使った攻撃を用いる。ガイアV2とのスピード戦の末、フォトンエッジを受けて消滅する。
- 元は劇場版『ウルトラマンティガ・ウルトラマンダイナ&ウルトラマンガイア 超時空の大決戦』にて登場した怪獣。劇場版でのサタンビゾーについては、劇場版の記事を参照。
- スーツアクター：岡野弘之[出典 3]

### 黒い我夢
第42話「我夢VS我夢」、および劇場版『ウルトラマンティガ・ウルトラマンダイナ&ウルトラマンガイア 超時空の大決戦』に登場。
精神寄生体に取り付かれたアルケミー・スターズのメンバーの一人クラウス・エッカルトが変身した仮初めの姿。同時に我夢が心の奥底に持っていた鬱屈とした一面の化身であるともいえる。我夢がΣズイグルに捕らえられた際にXIG-NAVIに仕掛けられていた発信ダイオードによって生まれる。その発信ダイオードを通して我夢に幻影を見せ、彼の心を乱す。夜の街でサタンビゾーに変身してガイアと対決する。
劇場版でも冒頭の劇中第13話「悪魔の接吻」に登場する。上記のサタンビゾー同様我夢に向かって名乗る台詞や我夢の目の前の登場シーンは、劇場版を踏襲している。上記の発信ダイオードを取り除かれるともう姿を現さなくなった。
- 書籍『テレビマガジン特別編集ウルトラマンガイア』では黒い我夢[96]、書籍『円谷プロ全怪獣図鑑』では黒衣の我夢と表記している[16]。

### 『ウルトラマンボーイのウルころ』に登場するサタンビゾー
『ウルトラマンボーイのウルころ』の新撮映像にたびたび登場。
第152話「熱血指導だ! エイティ先生の巻」、第153話「これがウルトラスピリッツだ! の巻」、第240話「今度こそ! 待ち伏せ作戦の巻」ではウルトラマン80の生徒で番長と呼ばれる。ケットル星人のヨーコちゃんが好きであり、彼女と仲良くするギガスのミノルに嫉妬するが、80に鍛えられたミノルと一騎討ちした末に和解する。
第205話「俺の名はブラキウム! の巻」ではブラキウムと戦うが、簡単に敗れる。
第255話「いざゆけ! 誇り高き獅子の巻」ではゾフィーに化けたアルギュロスと共にウルトラマンレオを罠にかけるが、 本物のゾフィーが現れ倒される。
第260話「歌え! 大きな声での巻」ではレオと激しい争いを繰り広げるが、Project DMMの歌によって和解する。

## 精神寄生体
第42話「我夢VS我夢」に登場。
根源的破滅招来体の尖兵。アルケミー・スターズの創設者で元メンバーの一人クラウス・エッカルトを取り込んで同化し、光量子コンピュータ・クリシスに細工を施すなどアルケミー・スターズ内部からの工作を行う。調査に当たった我夢によると「クラウスは自身の持ち得た才能を活かし、自身の肉体と情報を彼らに捧げた」とされる。
- 出演/クラウス・エッカルト：アルバート・スミス

### 精神寄生獣 ビゾーム
第42話「我夢VS我夢」に登場。
精神寄生体に取り込まれて同化したアルケミー・スターズのクラウス・エッカルトが「遥かなる星の叡智」と称して変身した姿。外見は前述のサタンビゾーをより人型の近づけたものとなっている。人間のマイナスエネルギーで戦力を強化しており、俊敏さを活かした格闘技と両手の爪を使った攻撃、右手から伸ばした光のサーベル、左手の拳に光のオーラを纏って敵に殴り掛かる技を武器としている。ガイアV2のアグルブレードにより体を切り刻まれるも、その状態で8体のミニビゾームに分身し顔面からの破壊光線で襲いかかるが、フォトンストリームを受けて一掃される。直後、再び一体化して襲いかかったところを、スプリームクロスカウンターとの激突の末、爆散する。
- スーツアクター：三宅敏夫[出典 3]
- サタンビゾーの体を細くして動きやすくしたものがデザインされた[8][26]。
- 造形物はスーツのほか、クロスカウンター時の爆発用人形がガイアとともに用意された[14]。
- 準備稿での名称はゾーンキラーであった[21][22]。

## アルテスタイガー怪獣 イザク（イザクプラチアード）
第43話「銀色の眼のイザク」に登場。
かつて「地上で最も美しい虎」と呼ばれ、美しい毛皮や薬となる骨のため、1970年代の乱獲によって絶滅したアルテ平原一帯に棲むアルテスタイガーの最後の生き残り銀色の眼のイザクのクローン細胞が、根源的破滅招来体によって奪われ、改造された怪獣。本来は岩倉財団自然科学研究所にてクローン再生によって生き返るはずだった。戦力は、XIGファイターのミサイル攻撃すら回避する高い跳躍力とそれを活かした連続攻撃、ガイアV2とアグルV2を軽々と投げ飛ばすほどの怪力、そして体内に蓄えた重油を変換させて放つ高熱火炎放射はアグルV2のボディーバリヤーすら破る。かつて重油混じりの水を飲んで生き延びた改造前の記憶から、石油コンビナートを襲う。他の破滅招来体とは異なり、憎悪や破壊衝動ではなく「生きようとする」強い生存本能でのみで戦い、実際劇中でもガイアに「俺は生きる！ガイア、俺は生きる！」と伝える。自身の荒んだ心を鎮めようと一度も反撃をしなかったアグルを退散させ、2度目の出現時にはガイアスプリーム・ヴァージョンと互角の勝負を繰り広げ、激しい戦いの末スプリームキックで最期を迎える。
劇中では石室により、破滅招来体がイザクが動物だったころの痕跡と記憶を残した理由は「人類も他の生物に対して『破滅招来体となり得る』」可能性を理解させようとしたのではないか」と推測される。
- スーツアクター：岡野弘之[出典 3]
- 同じ虎モチーフであったティグリスとの差別化のため、二足歩行で黒い模様を凸にし、顔周りの模様を放射状にしている[8][26]。
- 脚本の初稿では実在した絶滅種カスピアンタイガーという設定であった[86][87]。脚本を担当した太田は、絶滅した動物が実在していたころの姿を、資料映像などを使用して見せたいという思いがあったことを語っている[86][87]。
- 造形物はスーツのほか、アルテスタイガーの頭部が用意された[14]。特技監督の佐川和夫によれば、怪獣の眼を銀色に見せることは難しいといい、イザクでは緑がかった色にし、電飾を通常の倍の明るさにして光らせることで「銀色の眼」を表現した[89][90]。

## 破滅魔人 ブリッツブロッツ
第45話「命すむ星」に登場。
ワームホールから出現した知性を持った魔人。見た目は黒と白の烏天狗。大きな目に見える赤い模様は擬態で、嘴（くちばし）状の部分に本当の目がある。背中に生えた翼により超高速で飛行し、両手の甲から放つ赤色破壊光弾と空中チョップ技を主な攻撃技として使う。また、両手の爪をライフゲージに突き立てて光エネルギーを奪い取ったり、胸部を開くと現れる赤い結晶体で敵のエネルギーや必殺光線を吸収・増幅し強化して跳ね返すなどの能力も持つ。ウルトラマンの弱点であるライフゲージを狙ったり、G.U.A.R.D.国際フォーラムのみをピンポイントに襲撃したりと、情報と高い知性を兼ね備えている。
最初の出現時はアグルと交戦、フォトンクラッシャーを跳ね返し、ライフゲージを破壊してアグルを退け、G.U.A.R.D.国際フォーラムを破壊、2度目の出現時は、分解中の高エネルギー弾頭のある補給基地ジオサテライトNo.3を襲撃、迎撃するチーム・ライトニングを全機撃墜し、続けて現れたティグリスIIを圧倒し、ガイアをもフォトンエッジを跳ね返して苦戦させ、アグル同様にガイアのライフゲージを狙うがティグリスIIの攻撃により失敗、さらに光線吸収能力を逆に利用されクァンタムストリームの過剰吸収で行動不能になり、柊が乗るMLRSバイソンとチーム・ハーキュリーズのGBTスティンガーの援護で胸部の赤い結晶を破壊され、最期はガイアスプリーム・ヴァージョンのフォトンストリームで倒された。
- スーツアクター：森英二[出典 3]
- デザインは奥山潔が担当した[14]。烏天狗やガルダをモチーフとしており、特技監督の満留浩昌は初代ウルトラマンが企画初期の『科学特捜隊ベムラー』では烏天狗のような姿であったことも意識したとしている[66][67]。造形物はスーツのほか、飛行用人形も用意された[14]。
- 『ウルトラマンフェスティバル2001』ライブステージでは、ウルトラマン、ウルトラセブンと戦う。

## 自然コントロールマシーン シンリョク（深緑）
第46話「襲撃の森」に登場。
近未来から根源的破滅招来体が呼び寄せたと思われ、近未来の人類を自称する矢吹栞に操られる、胸部に赤い篆書体で「深緑」と書かれた、異常に植物を活性化させて意のままに操る能力を持つ塔。その構造はアルケミー・スターズの開発した自然循環補助システム・エントに酷似している。人類の文明を樹で飲み込むことを目的とし、港北テクノパークを中心に樹木を増殖させる。この怪獣の操る植物はXIGファイターの冷却ミサイルでも防ぎ止めることが出来ないほど増殖スピードが速い。塔の状態では上部の飾りから緑色破壊光弾を放ち、内部に侵入した者を触手で出来た檻に閉じ込める。森のエネルギーを吸収することで移動時には巨大な足が生え、さらに戦闘時にはバトルモードに変型する。我夢と共に突入したキャスによってメインサーキットを攻撃されて一時停止に陥るも直後にバトルモードとなって再起動する。体中の穴から閃光、頂部の突起から緑色の光弾を放ち、周囲のツルを操り電撃でガイアを苦しめるが、チーム・ライトニングとハーキュリーズの援護で中心部の光球を破壊され怯んだところを、フォトンエッジを受けて倒される。
- スーツアクター：森英二[出典 3]
- 割れた銅鑼がロボになるイメージで描かれた[8][26]。
- 脚本では内部にアルケミー・スターズのキャサリンが制作したものであることを示すプレートがあり、破壊できず葛藤するという展開が用意されたが、監督の原田昌樹は根源的破滅招来体と関係のない未来人を描写することに反対し[注釈 29]、MBSプロデューサーの丸谷嘉彦からの提案により根源的破滅招来体が未来人を利用したという展開になった[99][100]。原田はストーリーが難解であることから脚本自体を没とすることも提案したものの、自然コントロールマシーンの決着編であることから制作されたが、原田は完成作品について「失敗であり、全体的な煮詰め不足であった」と述懐している[99][100]。
- 造形物はスーツのほか、90センチメートル大の塔形態のミニチュアが用意された[14]。
- 第46話の特技監督を担当した満留浩昌によると、倒される場面では中心部から火花が散る演出があり、その演出はドラゴン花火を使用することによって行われた[66][67]。満留は、作中で怪獣が砕け散る展開が多く続いたことから、自身としてはその手法を使いたくなかったと証言している[66][67]。
- 撮影に使用された着ぐるみは、ウルトラマンランドにて展示されていた。

## 超巨大単極子生物 モキアン
第47話「XIG壊滅!?」に登場。別名の読みはちょうきょだいモノポールせいぶつ。
死神に操られているアンコウに似た怪獣。岩肌のような表面に4つの鰭（ひれ）のようなものがついている。ビッグバンによって誕生し、体内にビッグバン時に存在したと言われる単一の磁極（N極）しか持たない物質・モノポールを体内に秘めており、これにより地球のマントルを移動させて地球に大津波や大地殻変動を発生させることで地上を浄化させようとする。全身を放電させて機械の機能を狂わせ、通信衛星すら破壊する。
XIGの総攻撃を受けるも傷一つ付かず、鰭部分から伸びたアンテナより光の槍を発射しエリアル・ベースを半壊させ、S極に特化したエリアル・ベースに引き付けられるものの、リパルサーリフトの損傷により地上に再び落下。ガイアV2のクァンタムストリームを受け表層を破壊されて巨大な口を現し、口内の眼からの赤色光弾でガイアを攻撃、伸縮自在の触手で捕らえ電撃で苦しめ、ガイアを救うために石室によるエリアル・ベースの残存火力の総攻撃も効かず、赤色光弾でエリアル・ベースに決定的な痛手をあたえ、リパルサーリフトを爆発寸前にまで追い詰めたが、最期はエリアル・ベースの体当たりで相討ちとなる形で爆発した（石室は爆発直前にガイア（我夢）によって救出）。
結果的に倒されたが、XIGの壊滅という目的は果たした。
- モチーフはアンコウで、名前もあんきもをもじったものである[38][39]。気持ち悪さを追求するため、開いた脳みその中に目玉が入っているというデザインで描かれた[8][26]。
- メインの造形物のほか、爆発用人形も用意された[14]。

## 死神
第47話「XIG壊滅!?」、第48話「死神の逆襲」に登場。
「主」と呼ぶ根源的破滅招来体の使者。右腕はレイピア状で、常に空中に浮いている。人類を「ウイルス」と見下している。モキアンによる地球の浄化を目指す一方で、藤宮と玲子をモキアンの体内の異空間に誘い込んで破滅のメッセージを伝え、協力するよう心理戦を挑む。モキアンが倒されると自ら地球に出向いて破壊活動を行い、生贄にウルトラマンを差し出すことを要求する。戦力としてエネルギー爆撃、瞬間移動、変身能力を使い、劇中ではニュースキャスターに化ける。アグルV2の放ったアグルスラッシュを受けてゼブブに変貌する。
- 出演：堀内正美
- 脳みそテクスチャの体に内臓と同様に左右非対称にしていることで徹底して気持ち悪くしている[8][26]。
- 第47話・第48話の監督を務めた北浦嗣巳は、西洋的な死神のイメージでは面白くないと考え、菩薩のイメージとした[38][39]。
- 着ぐるみではなく、俳優に特殊メイクを施して表現されている。当初は俳優の顔がわかる薄いメイクとする予定であったが、その話が挙がってきたのが撮影の直前であったことから「直しきれない」ということで、結果的に完成作品でのデザインとなったという。この件に関して、北浦は演じた堀内への謝罪の思いを述べている[38][39]。

### 破滅魔人 ゼブブ
第48話「死神の逆襲」に登場。
死神の真の姿。蝿のような顔と悪魔のような身体を持ち、右手のサーベルは防御力に優れるアグルの体表をも貫く。額や頭部の角からは怪光や電流を、左腕からは光弾を放つ。さらに敵に追い詰められると、土を投げ掛けるという卑怯な戦法も使う。全身を電磁波のバリヤーで包み込むことで、ファイターST・GTとガイアV2のクァンタムストリームによる一斉攻撃やガイアV2キックなどの物理攻撃すら寄せつけなくなる。しかし、眼だけはバリヤーを張ることができず、これを見抜いた米田のファイターSTの攻撃を受けて片目を失い、すぐさま左腕で米田のファイターSTの後部に打撃を加えて撃墜するも、最期はガイアSVのフォトンストリームを受けて爆散した。
- スーツアクター：三宅敏夫[出典 3]
- 両腕に死神の要素を踏襲し、ドビシやカイザードビシ同様昆虫系のデザインにしている[8][26]。

## 破滅魔虫 ドビシ
第49話「天使降臨」、第50話「地球の叫び」、第51話「地球はウルトラマンの星」に登場。
ワームホールから無数に出現して世界中の空を覆い尽くし、太陽光を遮って地球全土を闇に覆い尽くす小型のイナゴ怪獣。電波を吸収する特性を持っており、これで全世界各地全てのテレビ回線以外のありとあらゆる通信手段をことごとくシャットアウトする。体表は、ぶつかったビルの壁面がえぐれるほどの硬度を持つ。1匹では消火器の消火剤や鉄パイプによる一撃で倒されるほど弱いが、大群で襲うことでG.U.A.R.D.の戦闘機部隊を全滅させ、ガイアとアグルに取り付いてダメージを与える。
カイザードビシの攻撃時、腹部からも大量に放出される。
最後はガイア（スプリーム・ヴァージョン）とアグルのそれぞれの攻撃を受けて完全に消滅する。
劇中では、これまで出現した根源的破滅招来体の特徴を少しずつ併せ持っていると説明されており、事実カイザードビシに合体した際に、コッヴに似た鎌が存在する。
- 作中では単に「イナゴ」と呼ばれた。
- 書籍『空想特撮映像のすばらしき世界 ウルトラマンティガ/ウルトラマンダイナ/ウルトラマンガイア』では別名を魔虫と記述している[10]。
- 昆虫系をベースにしている[8][26]。
- ミニチュアはメインの物と飛び用が作られその後飛び用は、『ウルトラマンネクサス』のビーセクタに改造された[40]。
- PS用ゲームソフト『スーパーヒーロー作戦 ダイダルの野望』では呼称をイナゴに変更されて登場する。
- 決定稿脚本に存在した、物語の冒頭で、「破滅の予兆として大量のイナゴが現れる」というシークエンスが完成尺の都合からオミットされているが、これは最終回3部作をまとめたビデオ企画「ウルトラマンガイアスペシャル」で復活している[104]。

### 破滅魔虫 カイザードビシ
第49話「天使降臨」、第50話「地球の叫び」、第51話「地球はウルトラマンの星」に登場。
多数のドビシが集合・一体化した怪獣。ドビシが存在する限りいくらでも出現する。外見はブーメランのようなカブトガニに近いもので、頭頂部は魚の頭のように垂直に割れた口になっている。顔と両膝にある3つの目から光線を発射し、腹部からは先端に牙の生えた蛇状の触手バトル触手やドビシの群れを放ち側面の鋭い刃を使った空中攻撃も得意。また、腕は拳や鎌状になっていたりと個体差が見られる。耐久性はさほどは高くはなく、G.U.A.R.D.陸戦部隊の通常装備で倒された個体も存在する。しかし、倒される度にワームホールからドビシが出現する限り次々と出現し、ウルトラマンと地球怪獣たちを苦戦させる。ウルトラマンとの戦いでは3体が倒され、さらに一気に現れたもう3体はゾグの光波に抹消させられるも、その後も世界各地に出現し、G.U.A.R.D.戦車部隊や地球怪獣たちと戦う。
- スーツアクター：岡野弘之[出典 3]
- 魚の頭をベースにしている[8][26]。頭部から翼にかけてのラインは、下に魚の頭が連なっているイメージで描かれ、赤や金などコッヴの要素を入れている[8][26]。
- ウルトラ怪獣シリーズでは左腕が鎌状、食玩の「DXウルトラ対決セット2」は両腕が鎌になった造形で商品化されている。
- 『ウルトラマンゼロ&オールスターウルトラマン超絶!ウルトラリーグ』（『テレビマガジン』2011年6月号掲載分）では、突如怪獣軍団の一体としてウルティメイトフォースゼロを襲う。

## 魚人
第49話「天使降臨」、第50話「地球の叫び」に登場。
根源的破滅招来体によって生み出された視覚的メッセージで、実体がなく破壊活動は行わないが、ドビシの出現と共に世界中に現れて徘徊し、人々の絶望を煽り立てる。戦力は持たず、その異様な外見で人間を驚かすだけである。最後はゾグの放った光によって消滅する。
- 着ぐるみは『ウルトラマンダイナ』に登場したディゴンの改造で、円谷プロ造型部によるもので、色を変更して頭部のフードを外し、現場処理でボロ布を纏わせている[出典 117]。
- 書籍によっては別名を幻影怪物と表記している[16][13]。

## 根源破滅天使 ゾグ

### ゾグ（第1形態）
第49話「天使降臨」、第50話「地球の叫び」、第51話「地球はウルトラマンの星」に登場。
カイザードビシに苦戦するウルトラマンの前に突如現れる、女神を模した姿の巨人。主な戦力は登場時の瑞光、両手から波動球、指から青い念力光線、目から放つ怪光線、光エネルギー吸収能力など。また、回復効果のある光を放つことも可能。人語は話さないが、掛け声や笑い声、悲鳴などを発する。
テレビ回線以外の通信システムをシャットアウトし、テレビ中継を通してウルトラマンの敗北を見せつけ人類を絶望させようとする狡猾な一面も持つ。初めはガイアとアグルにエネルギーを与え、光の力でカイザードビシや魚人を一掃して人類の味方かに思われる。しかし直後、念力光線や波動球による連続攻撃により、ウルトラマン2人を纏めて倒し、さらに変身に必要な光エネルギーを奪い人類を絶望させる。その桁外れのパワーと破壊力から、藤宮は破滅招来体の最終兵器ではないかと推測する。
倒れ伏し変身が解けた我夢と藤宮にとどめをさそうとするも、XIGの妨害に遭い、PALの操縦するXIGファイターEXを破壊し姿を消す。その後、復活しドビシを殲滅したガイアとアグルの前に再び出現する。しかし、怪獣たちの力で復活したガイア・アグルには波動球による攻撃も通用せず、両ウルトラマンの連続攻撃を受け、第2形態へ姿を変える。
- 出演：梛野素子[14][21][22]
- 石ノ森章太郎が描く黒目の女性の影響を受けてデザインしたもので、激しく動かないため、繊細な造形の装飾品となっている[8][26]。台に乗って演じている想定のため、オーロラのようにユラユラ揺れるロングスカートとなっている[8][26]。
- 第50話の脚本を担当した長谷川圭一により、根源的破滅招来体に最も近いものが美しい存在であることが強調された[5]。第50話・第51話の脚本を担当した小中千昭は、いるだけで太刀打ちできない恐怖感を強調しており、特技監督の佐川和夫に対しては戦闘シーンのコンセプトを「新しいイメージのゼットン」と伝えていた[5]。脚本では「降臨してすぐに攻撃を行う」という流れであったが、佐川は「それでは面白みに欠けるのでは」と考え、自らの提案により「ガイアとアグルが味方と誤認するような」展開が加えられた[89][90]。
- 第50話・第51話の脚本を担当した小中千昭によると、プロット段階では天使の姿のままでの登場で、第2形態になる設定ではなかった[2]。しかし小中は「最後は天使の姿から怪獣の姿に変化した方が良いのでは」と考え、第2形態の設定も踏まえた展開に変更した[2]。
- ゾグをより象徴的に表現するための専用BGMは、急遽新録音されたため放送当時の最後のサウンドトラックCDの構成に間に合わず未収録となった[106]。時を経て、2016年発売の「ウルトラマンガイアO.S.TリマスターBOX」の制作に際して必死の捜索でテープを発見、初商品化が叶った[107]。
- 本編の登場に合わせて『ウルトラマンフェスティバル'99』ライブステージ第2部にも登場するが、公演時期の関係上、第2形態にはならない。

### その他の作品に登場するゾグ（第1形態）
- 漫画『酩酊!怪獣酒場2nd』では、第36話にダークルギエルによってスパークドールズに変えられた状態で登場する。
- テレビアニメ『SSSS.GRIDMAN』第3話では、新条アカネの部屋の棚にゾグ第1形態のフィギュアが飾られている[108][109]。同話でグリッドマンが敗北するという展開からウルトラマンを倒した怪獣でまとめられている[108][109]。

### ゾグ（第2形態）
第51話「地球はウルトラマンの星」に登場。
地球怪獣らのエネルギーによって復活したガイアとアグルの攻撃を受けて、第1形態からより怪獣的な姿に変化したゾグの真の姿。腕のあるグリフォンを模した外見を持ち、女性の悲鳴のような鳴き声を発する。ウルトラマンを軽く弾き、高層ビルすら踏み潰すほどの圧倒的な巨体と、口や両手から放つ波動弾でガイアとアグルを苦しめるが、最期はミズノエノリュウを攻撃され奮起したガイアとアグルの合体光線、ストリーム・エクスブローションを受けて粉砕される。
- スーツアクター：三宅敏夫、森英二[出典 3]
- 第1形態にもあった胸部の飾りや側頭部の角を入れている[8][26]。左右非対称にすることで凶悪な表情の顔にしている[8][26]。
- 着ぐるみはドドンゴのようにスーツアクターが前後に2人入って動かす構造である。スーツのほか、ビル破壊シーンでの巨大な足と爆発用人形も用意された[14]。

### その他の作品に登場するゾグ（第2形態）
- 『ウルトラマンフェスティバル2000』ライブステージ第1部では、最初からこの形態で登場。
- 『スパークドールズ劇場』ネット版第1回では、スパークドールズの状態で登場。銀河秘伝の書を見ていたブラックキング（SD）たちの前に現れて自己紹介するが、「天使って柄じゃない」「むしろ悪魔」と言われる。一人称は「私（わたくし）」で、声色は男になっている。
- 『ウルトラマンジード』では、怪獣カプセルが登場。ウルトラマンベリアルがファイブキングのカプセルとのフュージョンライズに用い、キメラベロスに変身する。